# Kreuzlingen
Kreuzlingen ist eine politische Gemeinde und der Hauptort des gleichnamigen Bezirkes des Schweizer Kantons Thurgau.
Von 1927 bis 2002 war Kreuzlingen eine Einheitsgemeinde.
Kreuzlingen ist mit rund 23'000 Einwohnern die zweitgrösste Stadt des Kantons und die grösste Schweizer Stadt am Bodensee. Zusammen mit der deutschen Nachbarstadt Konstanz und den kleineren Nachbargemeinden (Bottighofen, Lengwil, Tägerwilen) bildet die Grenzstadt eine Agglomeration von rund 130'000 Einwohnern. Mit 56,5 Prozent Ausländern (Stand Ende 2023) gehört Kreuzlingen zu den Schweizer Städten mit dem höchsten Ausländeranteil.

## Geographie

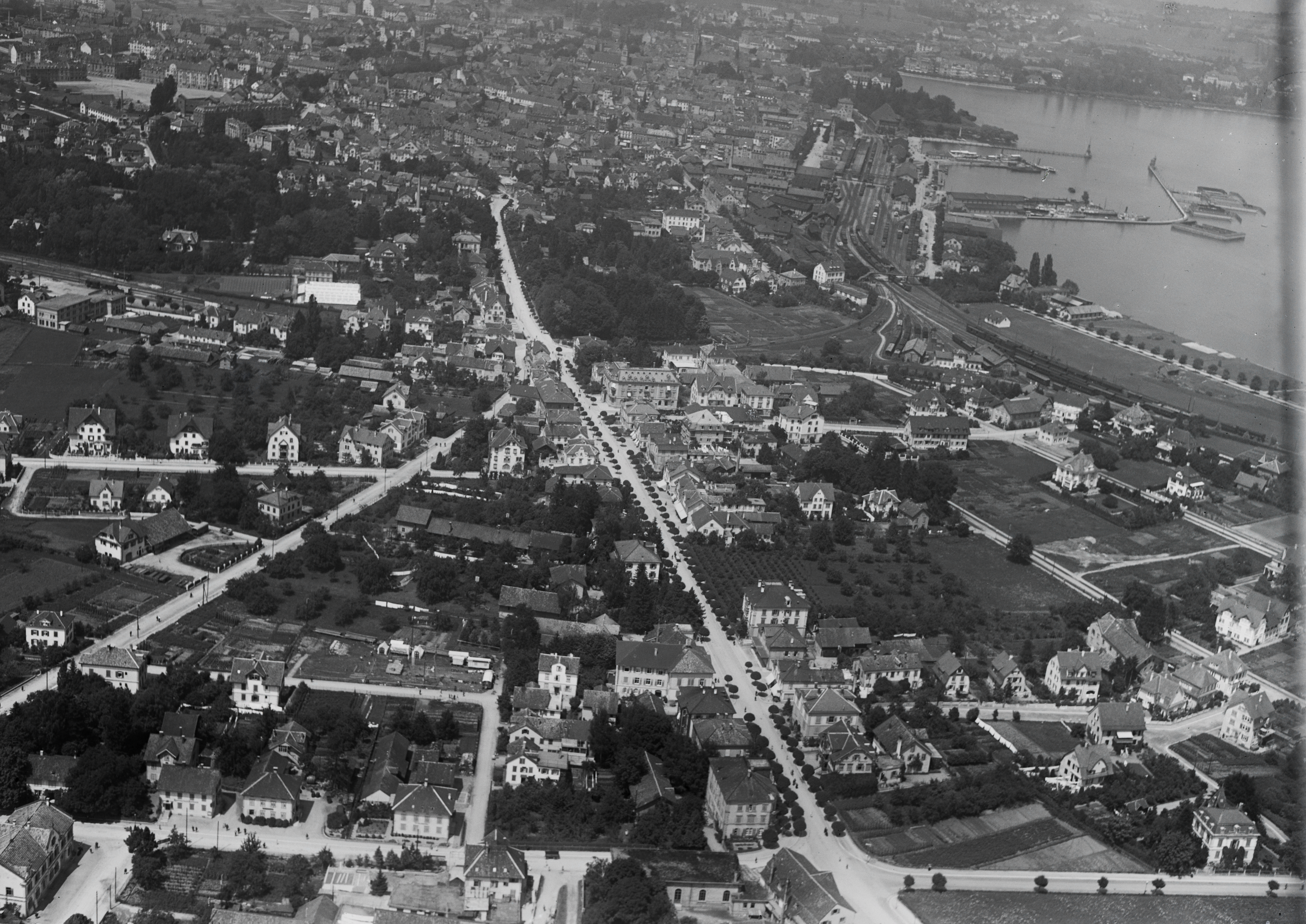
Kreuzlingen im Jahr 1919, dahinter Konstanz mit dem Hafen

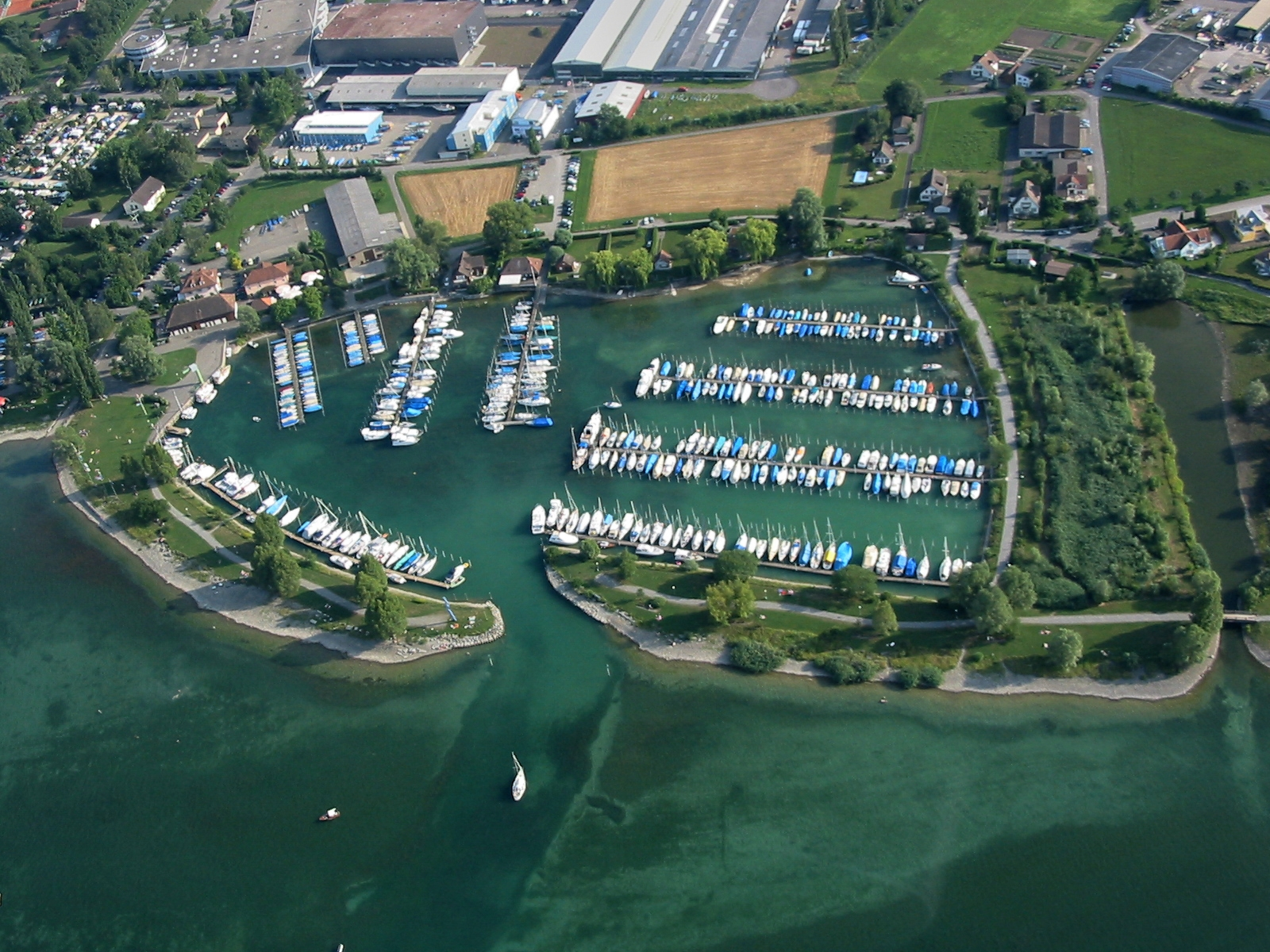
Der Segelhafen von Kreuzlingen

Kreuzlingen liegt im Norden des Kantons Thurgau am Ufer des Bodensees, südöstlich der deutschen Stadt Konstanz und direkt an deren mittelalterlichen Kern anschliessend. Kreuzlingen liegt mit Zeugnissen kleinörtlicher Struktur an einst rebenbewachsenen Hanglagen, umgeben von Wäldern auf den Kuppen im Süden und dahinter stark ländlich geprägten Gebieten, mit dem offenen, weiten Bodensee gegen Osten samt der künstlichen Wulesaueninsle und den Gebieten um Seerhein und Untersee im Westen.
Nördlich verläuft die Staatsgrenze zu Deutschland mitten durch heute dicht bebautes Gebiet. In den Jahren vor dem Zweiten Weltkrieg wurde die südliche Grenze der Stadt zur Verteidigung gegen einen Angriff aus Deutschland mit dem Festungsgürtel Kreuzlingen gesichert und das Gebiet zwischen den beiden Städten 1942 (und bis August 2006) durch einen Grenzzaun zerschnitten. Im Westen grenzt Kreuzlingen an das Tägermoos und Tägerwilen, im Osten liegt dicht an Kreuzlingen die Gemeinde Bottighofen.
Kreuzlingen weist eine Fläche von 11,50 Quadratkilometern auf; das Hafenareal liegt auf 397 m ü. M. Höhe.

## Geschichte

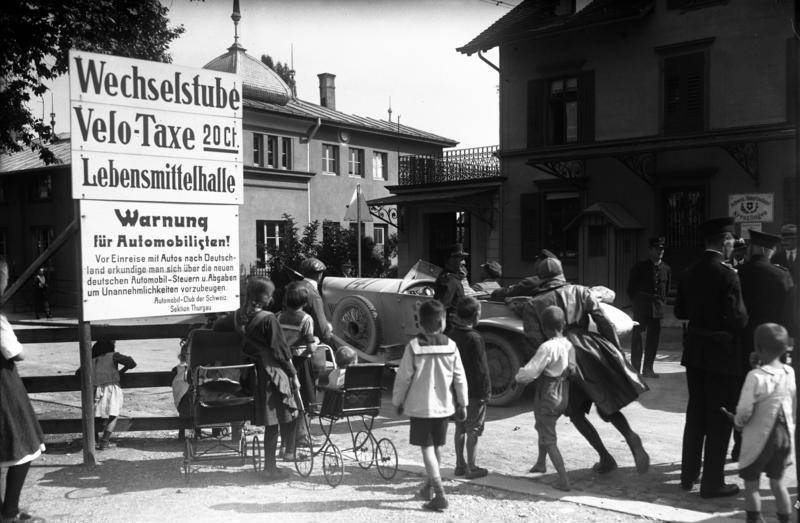
Grenzübergang zu Deutschland, 1925

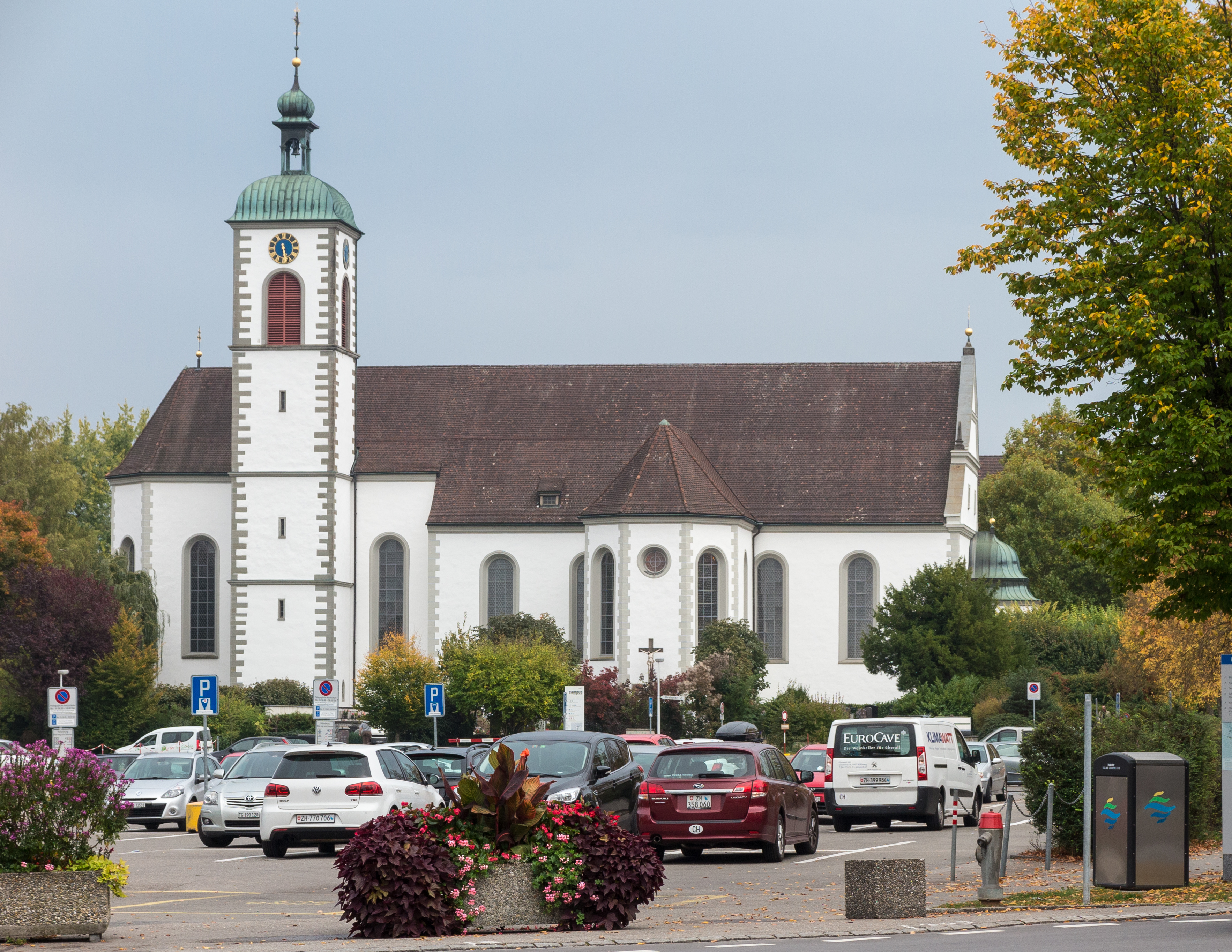
Katholische Kirche St. Ulrich und Afra, Klosterkirche des ehemaligen Augustiner-Chorherrenstifts Kreuzlingen

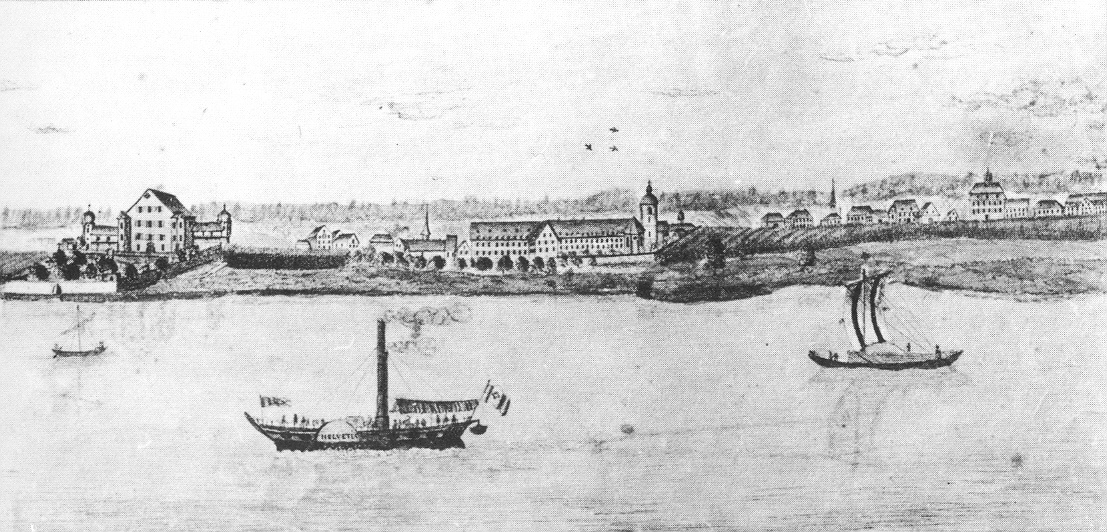
Kreuzlingen um 1840 vom See aus. Federzeichnung von J. Schmied. Links die Seeburg, in der Mitte das Kloster, rechts das Sallmannsche Haus und der Gasthof Löwen, im Vordergrund das Dampfschiff Helvetia.

Der Name stammt vom Augustiner-Chorherrenstift «crucelin». Es wurde 1125 vom Konstanzer Bischof Ulrich I. von Kyburg-Dillingen gegründet und stand ursprünglich einen Kilometer nordwestlich des heutigen Standortes. Im Schwabenkrieg und während des Dreissigjährigen Kriegs nach der Belagerung von Konstanz durch die Schweden wurde das Augustiner-Chorherrenstift durch Konstanzer niedergebrannt, weil sie dem Kloster vorwarfen, Stützpunkt für den Feind gewesen zu sein. 1650 wurde das Kloster am heutigen Ort neu aufgebaut. Nach der Säkularisation 1848 bezog das thurgauische Lehrerseminar die Räume, heute ist es die Pädagogische Maturitätsschule am Seminar Kreuzlingen (PMS). Die ehemalige Klosterkirche ist heute katholische Pfarrkirche.
Das Gebiet von Kreuzlingen war schon zur Bronzezeit besiedelt. Keltische Münzen und Funde aus der Römerzeit bezeugen eine kontinuierliche Besiedlung bis zu den Siedlungsgründungen der Alemannen. Kurzrickenbach wurde als Rihinbah erstmals im Jahr 830 erwähnt, Egelshofen 1125 als Eigolteshoven und Emmishofen 1159 als Eminshoven. Das Gebiet der heutigen Stadt war mit Ausnahme des Augustiner-Chorherrenstiftes Eigentum des Konstanzer Bischofs (Bischofshöri). Mit der Eroberung des Thurgaus durch die Eidgenossen 1460 und durch die Reformation lockerten sich die Bindungen zur Nachbarstadt. 
Noch zu Beginn des 19. Jahrhunderts war das heutige Zentrum Kreuzlingens weitgehend Ackerfläche, Wies- und Rebland. Um das Kloster standen 13 Häuser. Egelshofen zählte etwa 50, Emmishofen und Kurzrickenbach je etwa 90 Häuser. Mit der Neuordnung Europas wurde Kreuzlingen zu einer Grenzregion. 1818 entstand das erste Zollhaus. Die ersten Dampfschiffe, die auf dem Bodensee ab 1824 verkehrten, und der Bau der Bahnlinien nach Romanshorn (1871) und Etzwilen (1875) lockten Gewerbe und Industrie an. 1874 wurde Kreuzlingen anstelle von Gottlieben Bezirkshauptort. Doch bis zum Ersten Weltkrieg war der Ort eine Art Vorstadt von Konstanz; auch die Kreuzlinger Industrie war fast ausschliesslich in den Händen deutscher Unternehmer. Erst die geschlossene Grenze im Krieg liess Kreuzlingen eigenständiger werden.
In der Kulturgeschichte Kreuzlingens spielt das Sanatorium Bellevue (1857–1980) eine herausragende Rolle: Auf dem kaum überbauten Gebiet des alten Klosters Kreuzlingen kaufte 1842 Ignaz Vanotti aus Konstanz ein grosses Grundstück und baute darauf 1843 ein Wohn- und Geschäftshaus für die Emigranten-Druckerei Bellevue, die bisher in der Römerburg eingerichtet war. 1857 erwarb Ludwig Binswanger (1820–1880), seit 1850 Psychiater in Münsterlingen, die Liegenschaft und eröffnete eine «Privatanstalt für heilfähige Kranke und Pfleglinge aus den besseren Ständen der Schweiz und des Auslandes». Die modern geführte Klinik blieb unter Führung von vier Generationen der Binswanger während fast 120 Jahren eine Heil- und Forschungsstätte, in der wichtige Kapitel der Psychiatrie gelebt und geschrieben wurden. Im Jahr 1980 stellte sie ihren Betrieb ein. Von den zahlreichen Bauten des Sanatoriums sind heute nur noch wenige vorhanden. Auf dem Areal wurden in den 1990er-Jahren Wohngebäude errichtet.
1962 wurde auf dem Gemeindegebiet eine Prospektion nach Erdöl durchgeführt, diese blieb ohne kommerziell nutzbaren Fund.
→ siehe auch: Abschnitte Geschichte in den Artikeln Bernrain, Egelshofen, Emmishofen und Kurzrickenbach

## Wappen

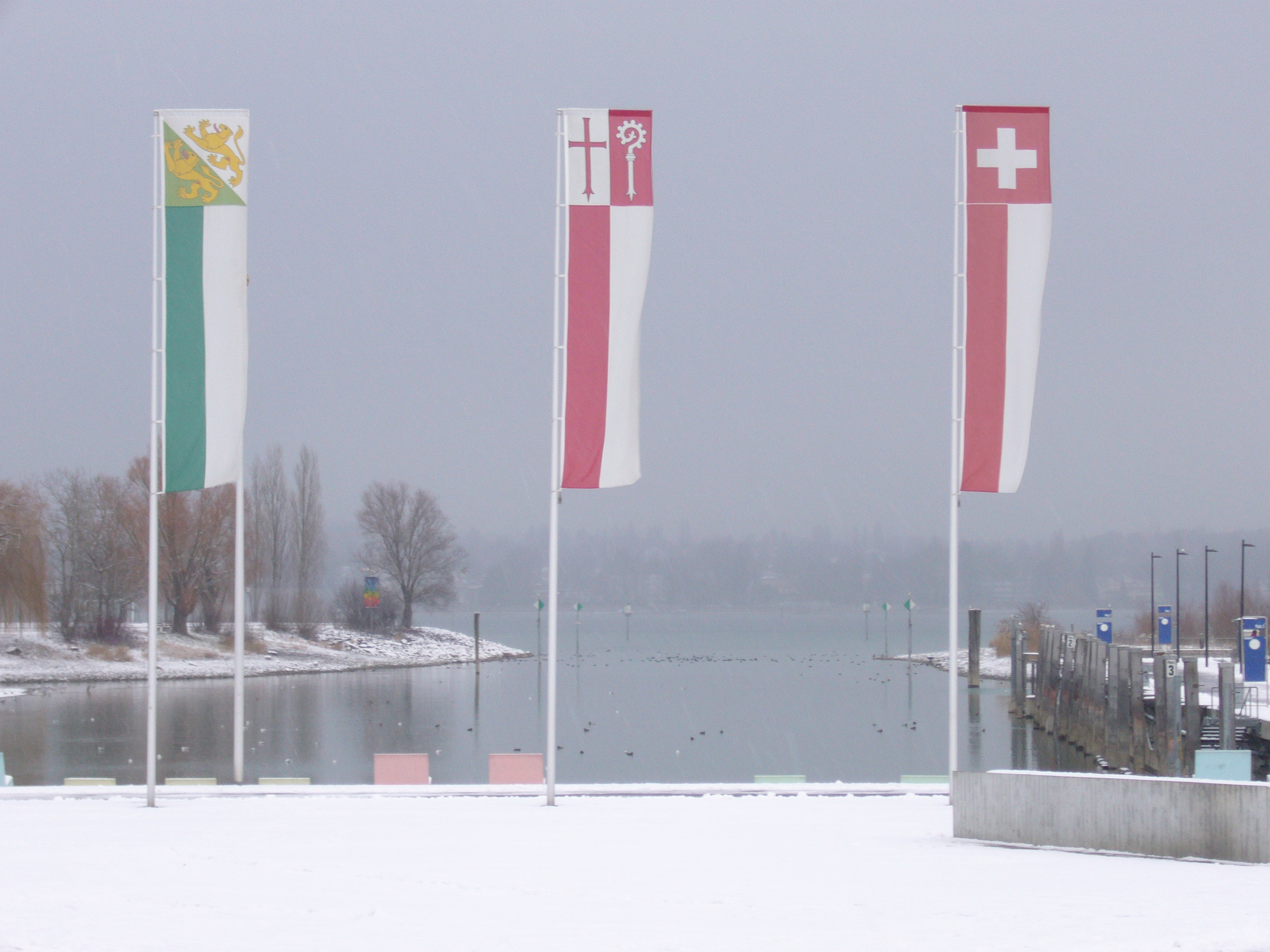
Kreuzlinger Flagge, umringt von der Schweizer (rechts) und der Thurgauer Flagge (links), an der Hafenmole

Blasonierung: Gespalten von Weiss mit rotem Kreuz und Rot mit weissem Abtstab.
Das Wappen wurde vom 1848 aufgehobenen Chorherrenstift Kreuzlingen übernommen.
Rot und weiss (Livreefarben) symbolisieren die Unschuld und das vergossene Blut Jesu. Das Kreuz rechts lässt sich aus crucelin ableiten, der Bischofsstab links hebt die klösterliche Vergangenheit des Ortes hervor.

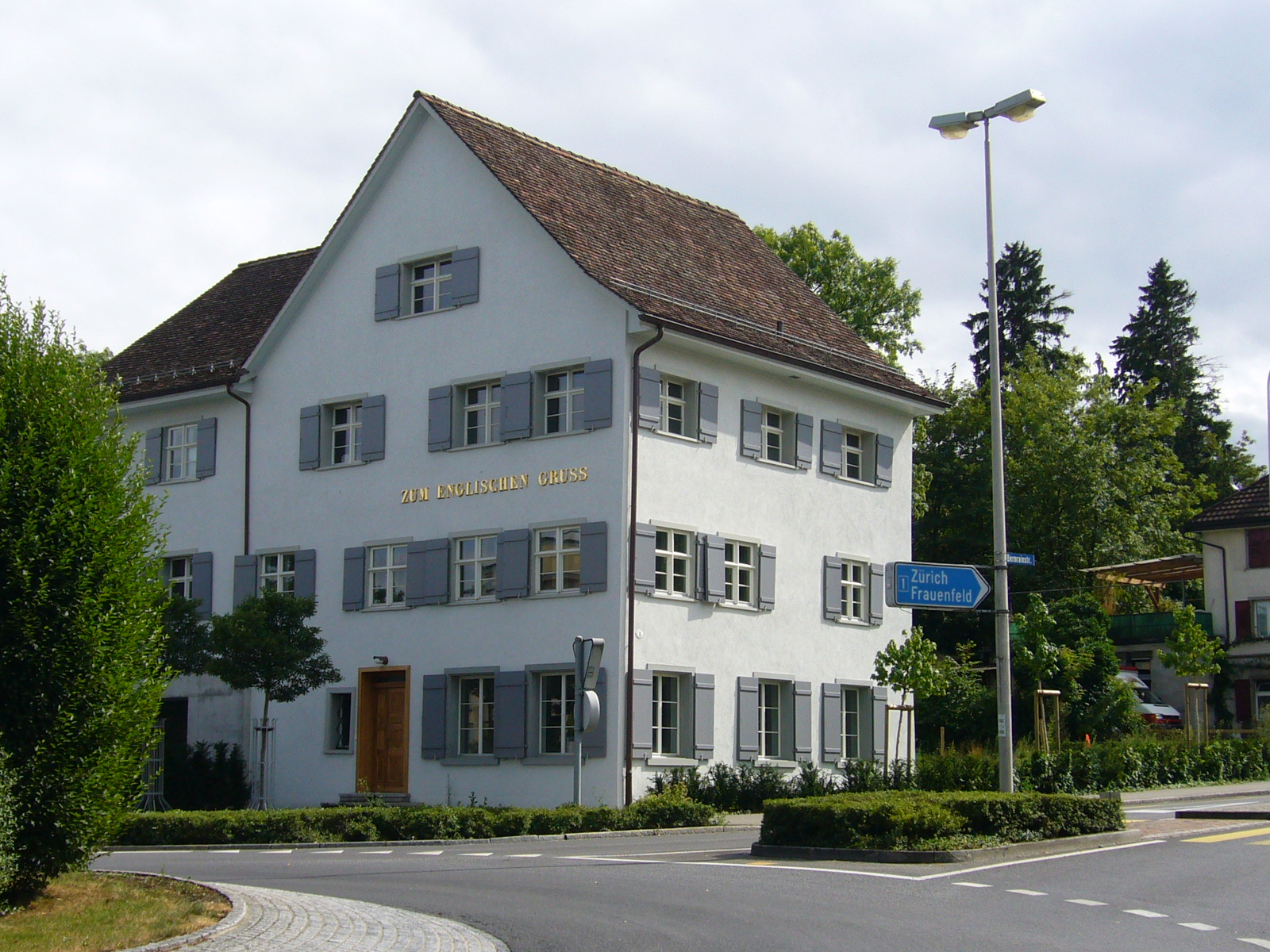
Frühere Pilgerherberge «Zum Englischen Gruss»

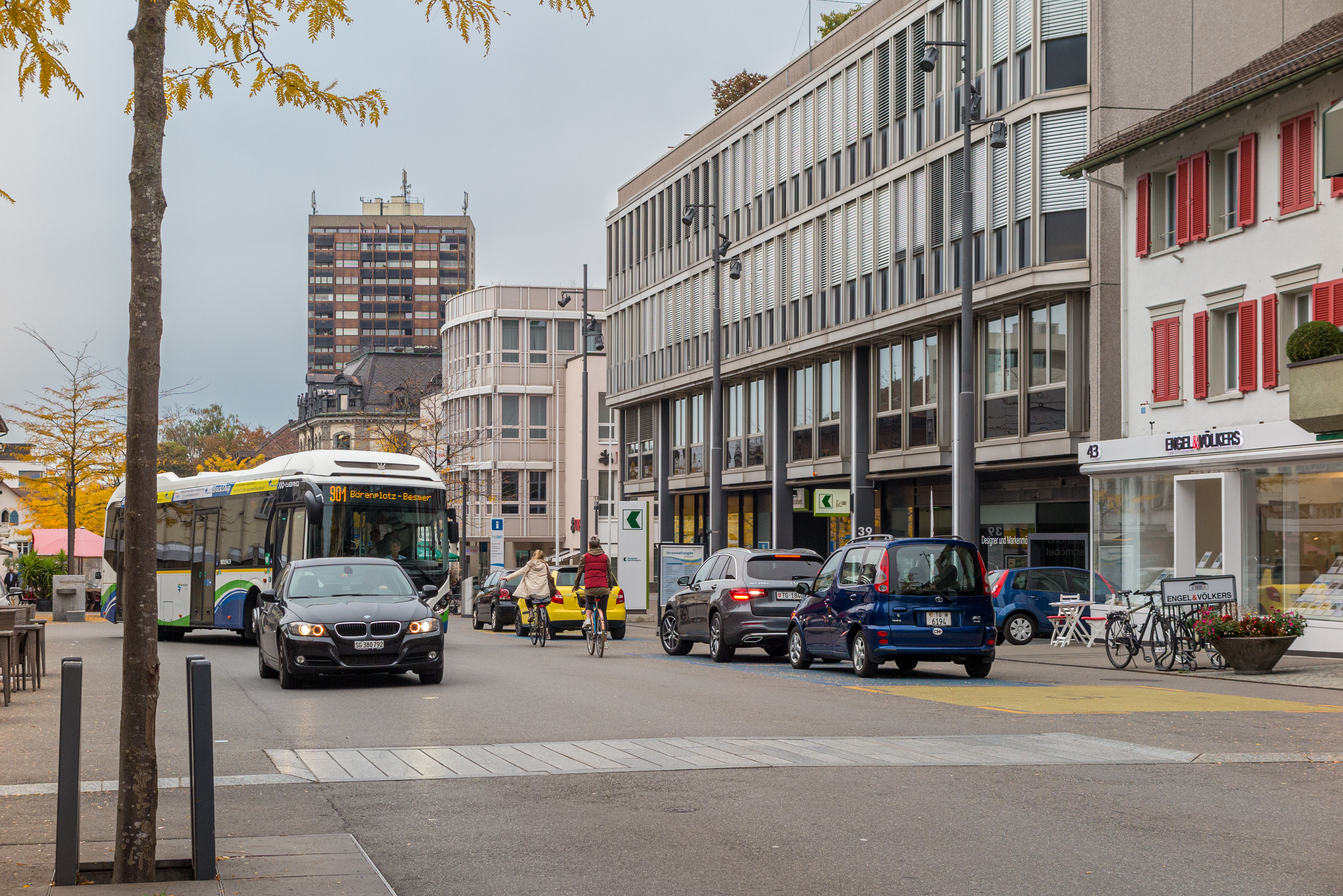
Hauptstrasse in Kreuzlingen (2018)

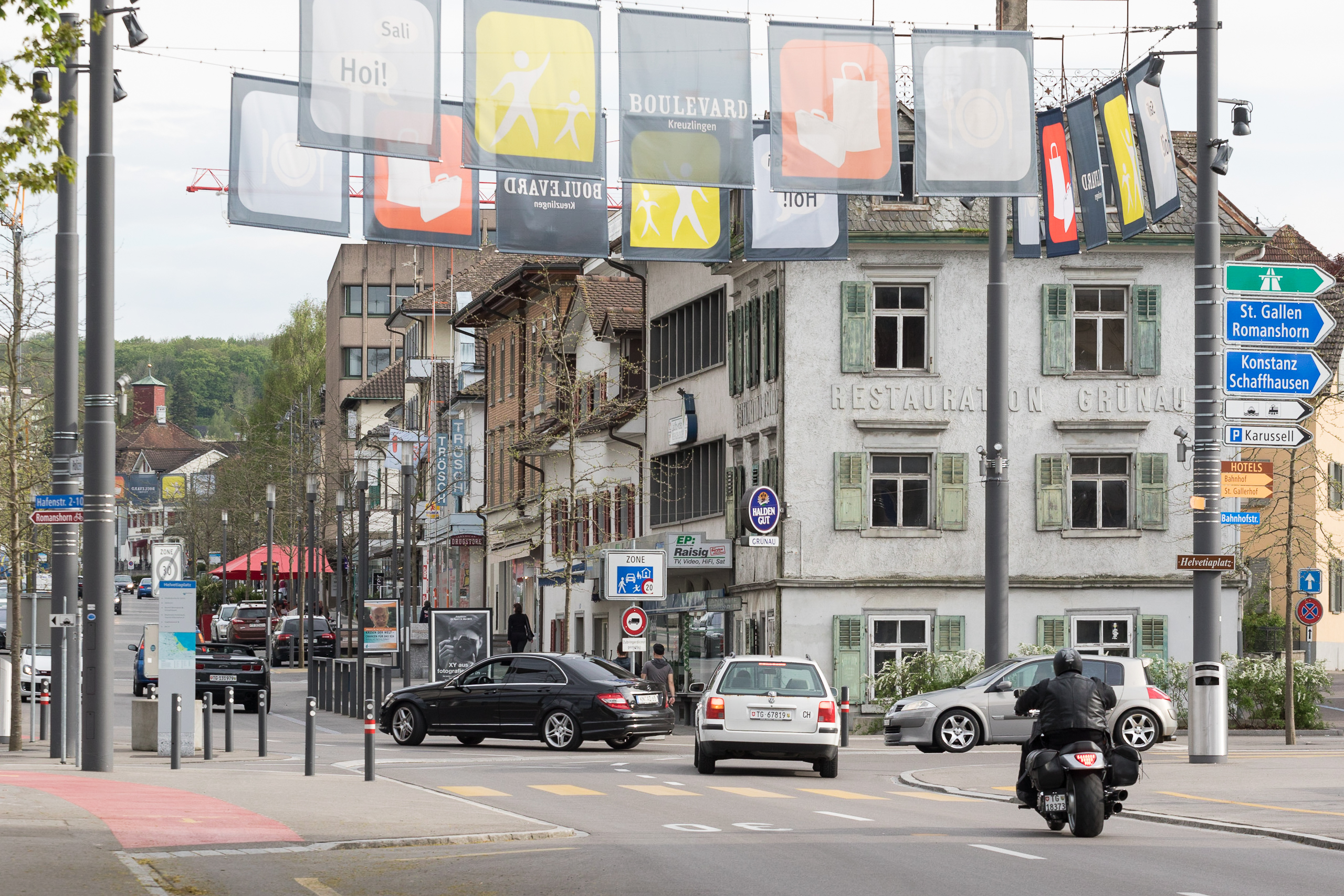
Hauptstrasse/Helvetiaplatz

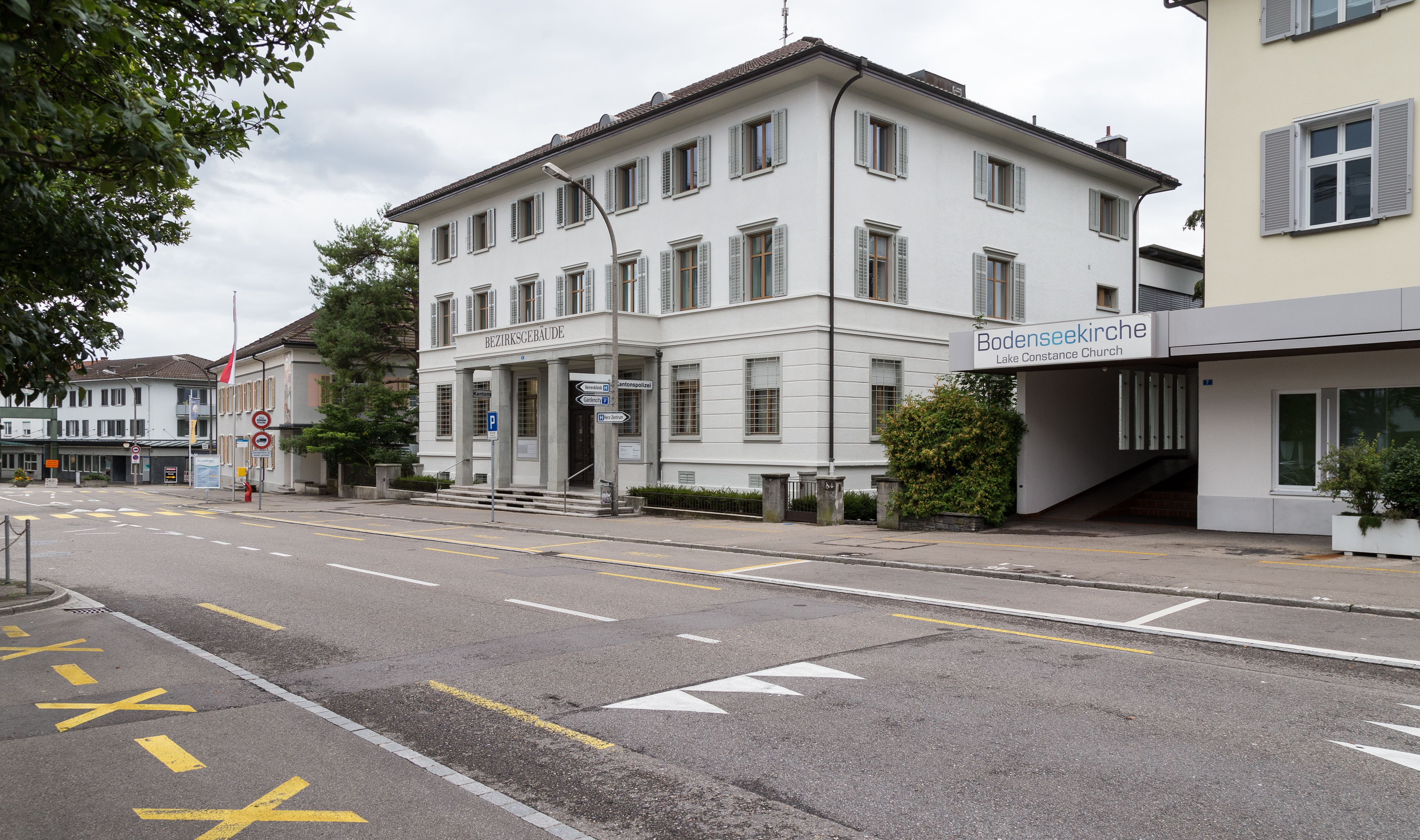
Bezirksgebäude an der Hauptstraße, Hauptzoll im Hintergrund

## Eingemeindungen und Grenzänderung
Die damals kleine Siedlung Kreuzlingen war zunächst Teil der Gemeinde Egelshofen.
1874 änderten die Orts- und Munizipalgemeinde Egelshofen ihre Namen in Kreuzlingen und gleichzeitig wurde Kreuzlingen anstelle von Gottlieben zum Bezirkshauptort ernannt.
Im Jahr 1879 wurde die Landesgrenze zwischen der Schweiz und dem Deutschen Reich im Bereich des Bahnhofs Konstanz reguliert. Die Stadt Konstanz trat 1878 ein Gebiet von 10 Aren ohne Einwohner ab, während die Ortsgemeinde Kreuzlingen im folgenden Jahr eine Fläche von 8,48 Aren mit 12 Einwohnern abgab.
Kreuzlingen entwickelte sich im 20. Jahrhundert mit Bernrain, Egelshofen, Emmishofen und Kurzrickenbach zur Stadt.
1927 wurde durch den Zusammenschluss der Ortsgemeinden Kreuzlingen und Kurzrickenbach (im Osten) die Einheitsgemeinde Kreuzlingen gebildet. 1928 schloss sich ihr die frühere Einheitsgemeinde Emmishofen (im Westen) an.
1947 wurde Kreuzlingen zur Stadt, als die 10'000. Einwohnerin registriert wurde.

## Bevölkerung
|                              | 1831   | 1850       | 1870   | 1880   | 1920   | 1930   | 1950   | 1990   | 2000   | 2010   | 2020   | 2023   |
| ---------------------------- | ------ | ---------- | ------ | ------ | ------ | ------ | ------ | ------ | ------ | ------ | ------ | ------ |
| Einheitsgemeinde Kreuzlingen |        | [ Anm. 1 ] |        | 2'426  | 5'740  | 8'615  | 10'045 | 17'239 | 17'118 | 19'415 | 22'375 | 23'074 |
| Ortsgemeinde Egelshofen      | 661    | 1'152      | 1'414  |        |        |        |        |        |        |        |        |        |
| Quelle                       | [ 11 ] |            | [ 11 ] | [ 11 ] | [ 11 ] | [ 10 ] | [ 10 ] | [ 10 ] | [ 10 ] | [ 10 ] | [ 10 ] | [ 6 ]  |

Von den insgesamt 23'074 Einwohnern der Gemeinde Kreuzlingen am 31. Dezember 2023 waren 13'032 bzw. 56,5 % ausländische Staatsbürger. Dieser hohe Wert erklärt sich in erster Linie durch die Grenznähe zu Deutschland. Als Gründe für die Zuwanderung aus Konstanz werden angegeben: „Wohnungsnot, hohe Mieten, hohe Steuern.“
Am 31. Dezember 2023 waren 5'885 (25,5 %) Personen römisch-katholisch und 4'238 (18,4 %) evangelisch-reformiert.
Als Hauptsprache verwendeten gemäss Volkszählung 2000 79,6 % der Einwohner Deutsch, 5,2 % Italienisch, 3,8 % Albanisch, 2,9 % Serbokroatisch, 2,3 % Türkisch, 1,3 % Spanisch, 1,2 % asiatische Sprachen, 0,8 % Portugiesisch, 0,5 % Französisch und 0,4 % Englisch. Die übrigen 2,0 % gaben eine andere Hauptsprache an.
| Die zur Anzeige dieser Grafik verwendete Erweiterung wurde dauerhaft deaktiviert. Wir arbeiten aktuell daran, diese und weitere betroffene Grafiken auf ein neues Format umzustellen. (Mehr dazu) |

| Nationalität            | 31. Dez. 2018 |
| ----------------------- | ------------- |
| Schweiz                 | 45,00 %       |
| Deutschland             | 29,09 %       |
| Italien                 | 6,05 %        |
| Nordmazedonien          | 4,85 %        |
| Türkei                  | 2,43 %        |
| Portugal                | 1,15 %        |
| Bosnien und Herzegowina | 1,12 %        |
| Österreich              | 0,84 %        |
| Spanien                 | 0,79 %        |
| Kroatien                | 0,73 %        |

## Kirche und Religion

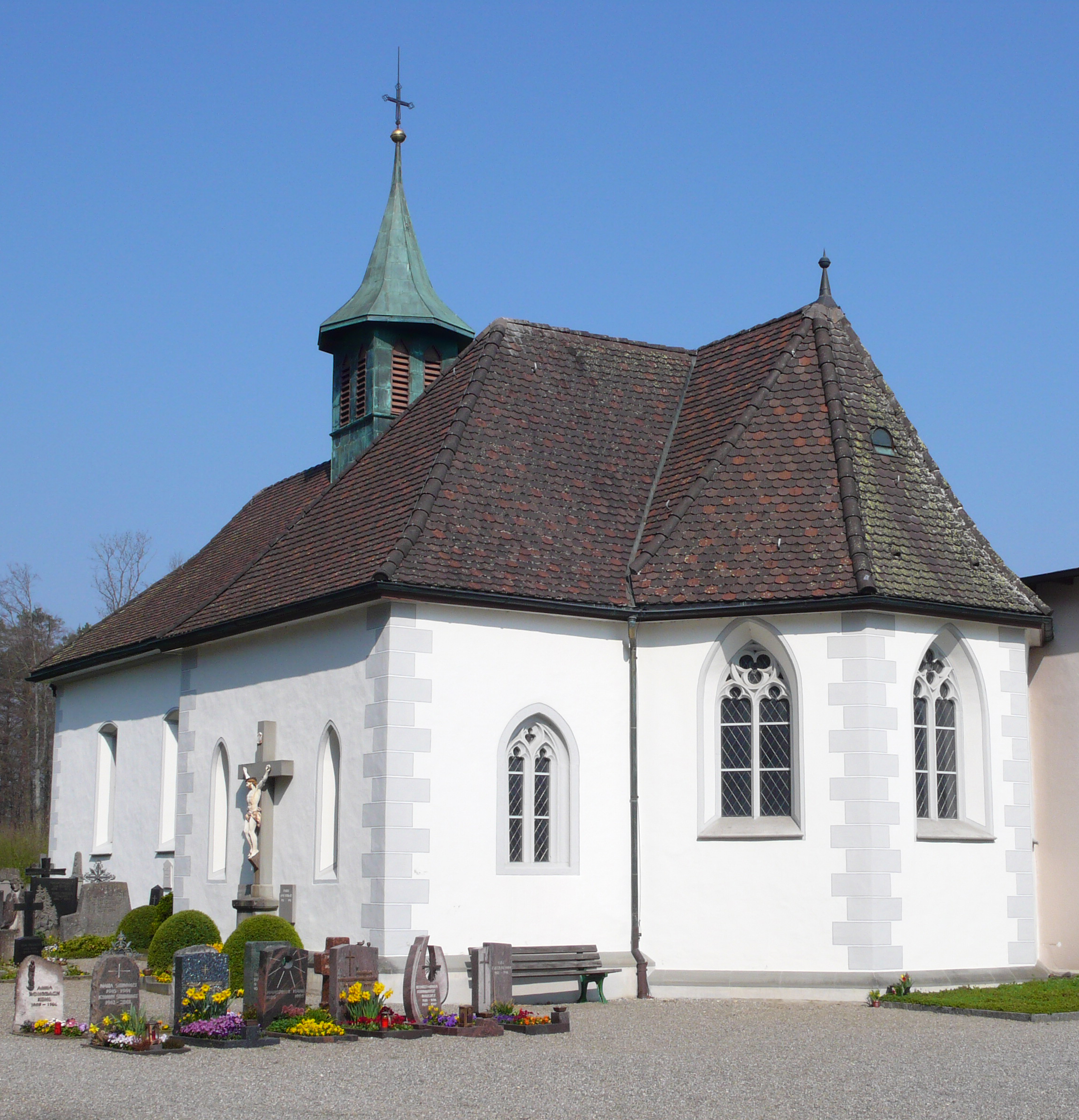
Kapelle Bernrain

In Kreuzlingen gibt es die Evangelisch-reformierte Kirche und die Römisch-katholische Kirche.
In der lokalen Sektion der Evangelischen Allianz sind mit dabei: die Chrischona-Gemeinde, die Heilsarmee und die Pfingstgemeinde. Zudem gibt es eine Evangelisch-methodistische Kirche und eine Neuapostolische Kirche.
Ausserdem gibt es eine Kapelle der «Kirche Jesu Christi der Heiligen der letzten Tage» (Mormonen).
Eine jüdische Gemeinde bestand in Kreuzlingen seit 1939, sie wurde zum 1. Januar 2016 aufgelöst.
Ferner bestehen zwei islamische Gemeinden (albanisch und türkisch) sowie weitere Religionsgemeinschaften.

## Wirtschaft
Im Jahr 2016 bot Kreuzlingen 9121 Personen Arbeit (umgerechnet auf Vollzeitstellen). Davon waren 0,3 % in der Land- und Forstwirtschaft, 28,3 % in Industrie, Gewerbe und Bau sowie 71,4 % im Dienstleistungssektor tätig.

### Weinbau
Während Jahrhunderten lebten die Bewohner der Gemeinden Emmishofen, Egelshofen und Kurzrickenbach hauptsächlich vom Weinbau. Der Grossteil des produzierten Weins wurde über den See nach Deutschland ausgeführt. Das Gebiet der heutigen Stadt Kreuzlingen bestand während fast eines halben Jahrtausends aus einem einzigen Rebberg, der sich von Bottighofen bis nach Tägerwilen und vom Hörnli am See bis in die Alp hinauf erstreckte. Besitzer der Rebberge waren die verschiedenen Freisitze der Gegend, Klöster aus dem benachbarten Deutschland und das Augustiner-Chorherrenstift Kreuzlingen. Im Jahr 1579 besass allein dieses 16 Torkel (Weinkelter) samt Trotten. 1648 gab es auf dem heutigen Gemeindegebiet 41 Torkel. Ende des 19. Jahrhunderts führten Missernten, Krankheiten und die fortschreitende Industrialisierung zum raschen Rückgang der Rebberge. Die letzten Reben wuchsen in Emmishofen 1920 auf Schloss Girsberg. In Kreuzlingen wurden die letzten Reben an der Schelmenhalde 1938 ausgerodet, doch in jüngster Zeit entstanden wieder zwei neue Rebberge, einer am südlichen Rand des Seeburgparks (0,5 Hektar) mit vier Rebsorten im biologischen Anbau und ein kleines Feld über der Stadt in Bernrain bei der Sternwarte (Planetarium).

### Industrie

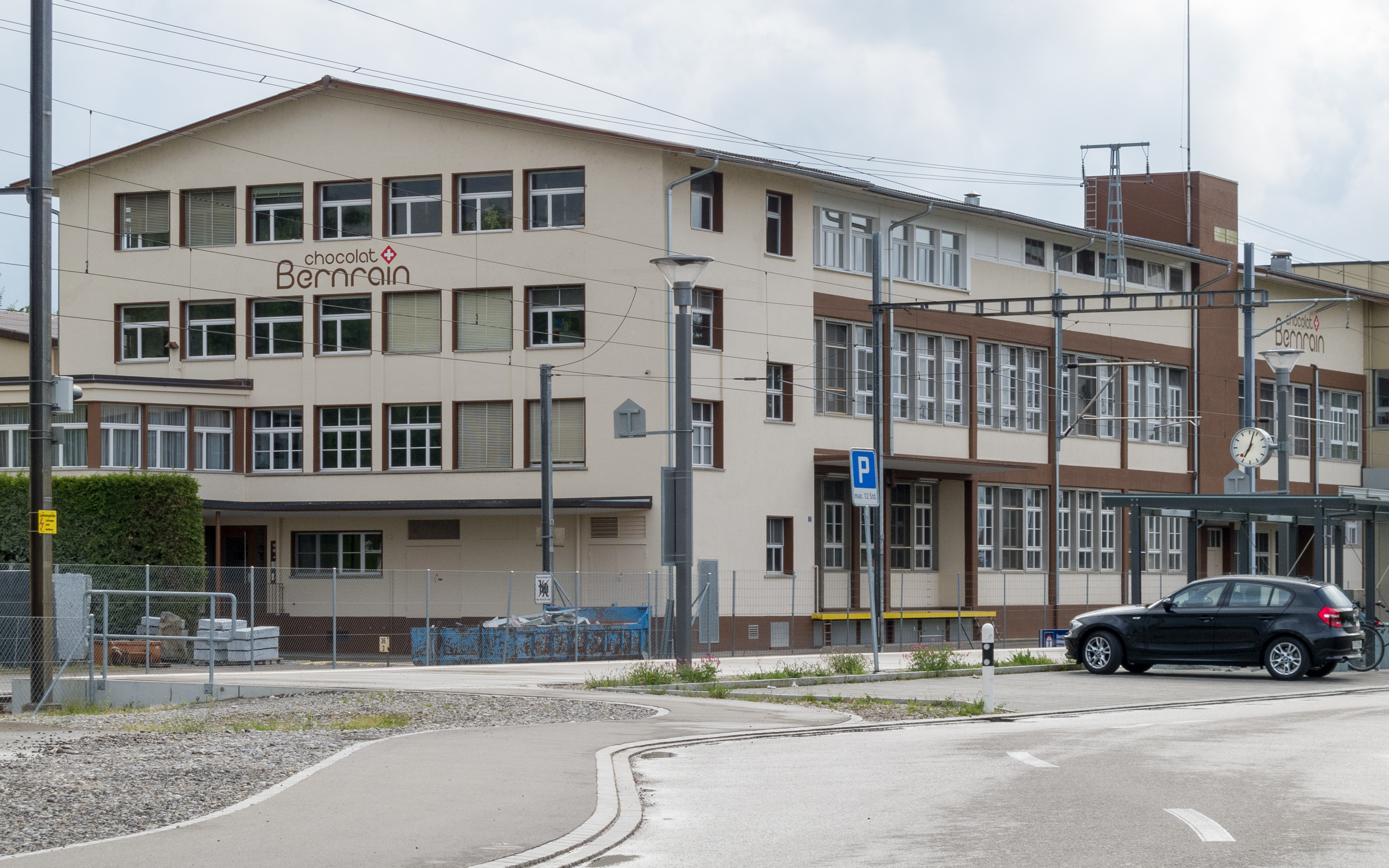
Chocolat Bernrain

Grösster Arbeitgeber ist die Rüstungsfirma General Dynamics European Land Systems – Mowag GmbH (ehemalige Mowag AG bzw. Mowag GmbH), eine Tochter der General Dynamics Company in den Vereinigten Staaten. Ebenfalls ein wichtiger Arbeitgeber der Region ist der Aluminiumfolienproduzent Amcor Flexibles Kreuzlingen AG, der unter dem ehemaligen Namen Neher bzw. Alcan bekannt ist.
Bekanntestes Unternehmen der Bekleidungsbranche ist die Strellson AG (Holy Fashion Group). Die Graf Skates AG produziert Sportartikel, vor allem Schlittschuhe, die Firma Tour de Suisse Rad AG Fahrräder, deren Komponenten individuell zusammengestellt werden können. Überregional bekannt ist auch der Schokoladenfabrikant Chocolat Bernrain AG.
Weitere grössere Unternehmen sind die Rausch AG (Haar- und Körperpflegeprodukte), die KG Packungen AG (Kunststoffverpackungen), die Ifolor AG (Fotoprodukte, 1961 als Photocolor Kreuzlingen AG gegründet).

## Politik

### Exekutive

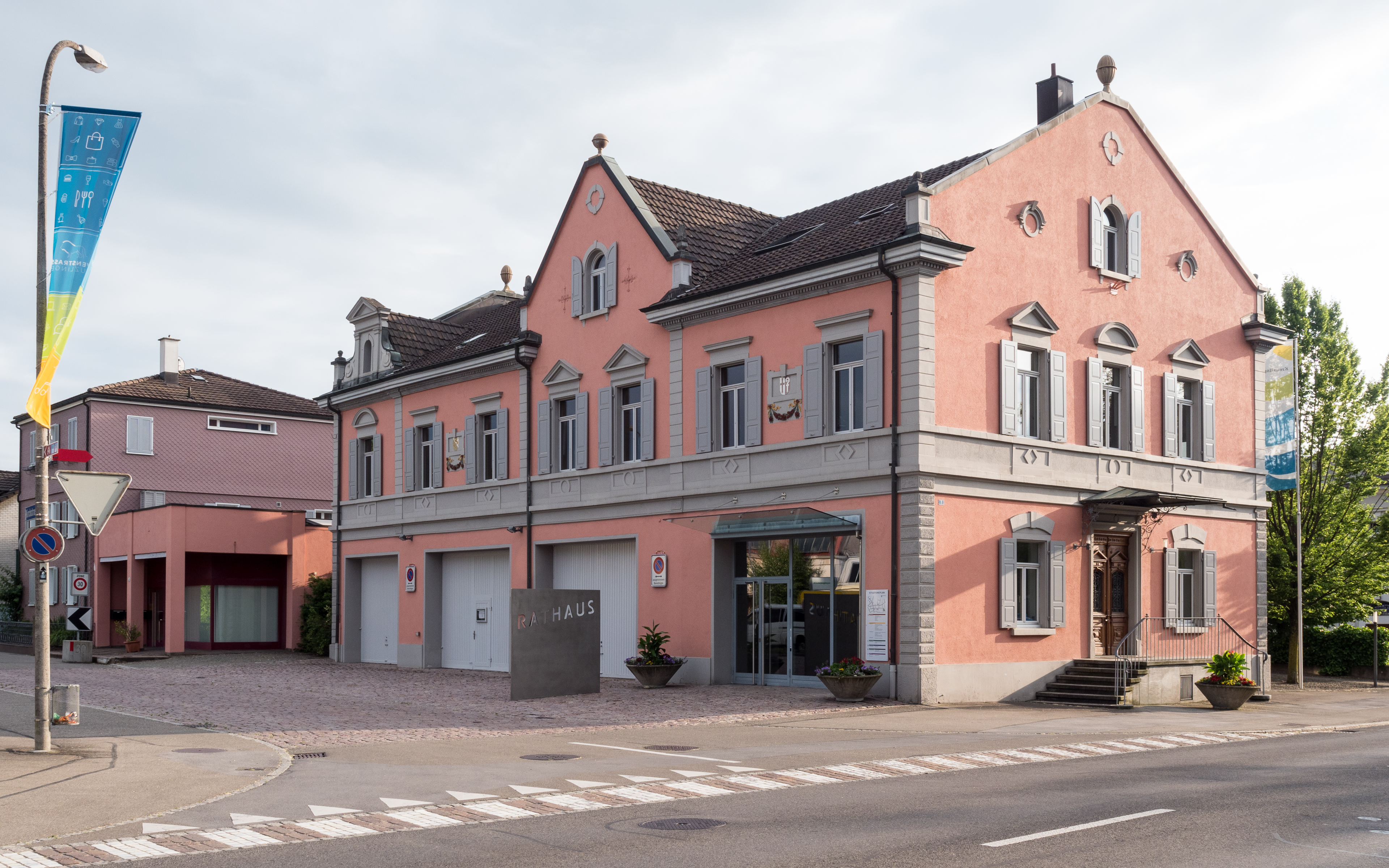
Rathaus Kreuzlingen

Am 21. Januar 2018 wurde der vormalige Stadtschreiber Thomas Niederberger – als Nachfolger von Andreas Netzle – zum Stadtpräsidenten gewählt.

### Legislative
Stadtparlament von Kreuzlingen ist der 40-köpfige Gemeinderat. Die Sitzverteilung nach der Wahl vom 12. März 2023 lautet wie folgt:
- SP: 10
- FLG: 4
- GLP: 3
- EVP: 2
- Mitte: 5
- FDP: 7
- Aufrecht: 1
- SVP: 8

- SP: 10 Sitze
- SVP: 8 Sitze
- FDP: 8 Sitze (−1)
- Freie Liste und Grüne: 4 Sitze (−4)
- Die Mitte: 5 Sitze (+1)
- GLP: 3 Sitze (+3)
- EVP: 2 Sitze
- Aufrecht: 1 Sitz (+1)

### Nationale Wahlen
Bei den Nationalratswahlen 2023 betrugen die Wähleranteile in Kreuzlingen: SVP 26,6 %, SP 20,8 %, Mitte 15,8 %, FDP 12,7 %, Grüne 10,4 %, glp 7,1 %, EVP 2,3 %, EDU 1,3 %, übrige 3,0 %.

## Verkehr
Der Bahnhof Kreuzlingen ist ein Eisenbahnknotenpunkt. Hier trifft die Seelinie (Rorschach–Schaffhausen) auf die Bahnstrecken Kreuzlingen–Konstanz und Kreuzlingen–Weinfelden. Auf dem Stadtgebiet befinden sich drei weitere Stationen: Kreuzlingen Hafen, Kreuzlingen Bernrain und Kurzrickenbach Seepark.
Um die binationale Agglomeration Konstanz-Kreuzlingen vom motorisierten Individualverkehr zu entlasten, wird der Bau einer S-Bahn Konstanz-Kreuzlingen untersucht. Eine Strassenbahn oder eine Stadtbahn würde den grössten Nutzen erzielen, aber die hohen Kosten für die Infrastruktur stellen deren Realisierbarkeit in Frage.
Auf dem Stadtgebiet Kreuzlingens befinden sich die beiden Autobahnanschlüsse Kreuzlingen Süd und Kreuzlingen Nord, die zur Schweizer Autobahn A7 gehören. Ein wesentlicher Bestandteil dieses Teilabschnittes ist der Girsbergtunnel, der teilweise unter dem besiedelten Stadtgebiet verläuft. Die A7, die bei Winterthur in die A1 mündet, verläuft nordwärts in Richtung Konstanz und führt über die grosse Gemeinschaftszollanlage zur deutschen Bundesstrasse 33. Der Abschnitt zwischen der Landesgrenze und dem Kreisel am Anschluss Kreuzlingen Nord ist hierbei in beide Fahrtrichtungen ohne Vignettenpflicht. Über mehrere Hauptstrassen erreicht man weitere Städte. Die Hauptstrasse 16 führt nach Weinfelden und Wil SG, die 13 nach Schaffhausen und Rorschach, die 1 nach Frauenfeld, Winterthur und Zürich.

## Sehenswürdigkeiten

### Kirchen und Kapellen
- Kirche Kurzrickenbach (12./17. Jahrhundert), evangelisch-reformierte Pfarrkirche
- Kapelle Heiligkreuz (14. Jahrhundert), römisch-katholisch, Bernrain
- Kirche St. Ulrich und St. Afra (17./18. Jahrhundert), ehemals Kirche des Klosters Kreuzlingen, seit 1848 römisch-katholische Pfarrkirche, mit:
  - Ölbergkapelle (1760), grosse Seitenkapelle an der Westseite, mit barocker Ölberg-Szenerie mit ca. 300 Holzfiguren
- Kirche Egelshofen (1724), evangelisch-reformierte Pfarrkirche, 1898 Erweiterung nach Osten und Turmneubau
- Kirche St. Stephan (1903), errichtet im Stil des Neubarocks, mit aussergewöhnlicher Majolika-Ausstattung, römisch-katholische Pfarrkirche in Emmishofen

### Schlösser, Burgen, Herrensitze
Auf dem Gemeindegebiet gibt es heute noch zehn Gebäude, die als Schloss oder Burg bezeichnet werden.

#### Schloss Ebersberg
Schloss Ebersberg hiess früher Ober-Girsberg. Es ist urkundlich seit dem 16. Jahrhundert nachweisbar. Im 17. und 18. Jahrhundert im Eigentum der Familie Kunz und deshalb auch Kunzenhof genannt. 1816 kaufte der bekannte Chirurg Johann Nepomuk Sauter das Haus, welches er zu einer herrschaftlichen Villa umbaute. 1848 brannte das Gebäude ab und wurde neu errichtet. 1867 erwarb der Konstanzer Textilfabrikant und Bankier Moritz Macaire (1815–1867) das Anwesen für 82'000 Schweizer Franken, verstarb aber schon zwei Monate später. Seine Erben verkauften den Kunzenhof an Graf Eberhard von Zeppelin, dem Bruder des Luftschiffkonstrukteurs Ferdinand Graf von Zeppelin. Eberhard von Zeppelin erweiterte den Grundbesitz, liess das Wohngebäude zu einem Schloss ausbauen und gab ihm in Anlehnung an seinen Vornamen die Bezeichnung Ebersberg. 1928 erfolgte ein erneuter Umbau. 1960 wurde das Schloss von dem deutschen Industriellen Friedrich Flick gekauft, der es nach Plänen des Architekten Georg Felber entkernen und neu einrichten liess.

#### Schloss Brunnegg

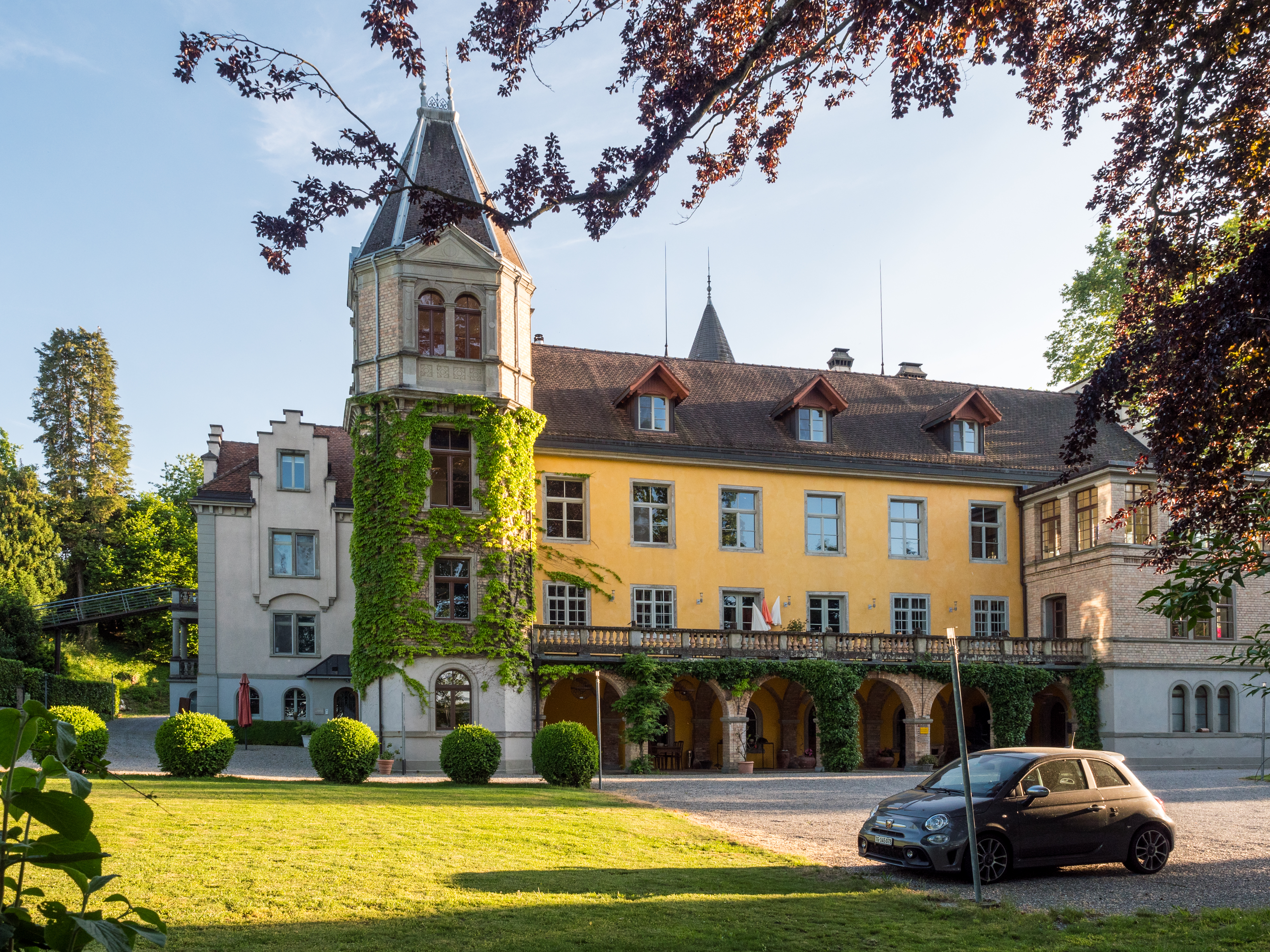
Schloss Brunegg

Auch Schloss Brunnegg liegt auf Emmishofer Boden. Es ist nicht zu verwechseln mit dem viel älteren Schloss Brunegg im Kanton Aargau. Früher hiess das Emmishofer Schloss Unterer Girsberg. Sein Vorgängerbau wurde um 1300 erbaut. 1679 kaufte es das Kloster Obermarchtal an der Donau und errichtete an seiner Stelle das heutige Gebäude. 1874 kaufte der Psychiater Ludwig Binswanger (1820–1880) das Schloss und gab ihm den Namen Brunnegg. Er beauftragte den Architekten Otto Tafel aus Stuttgart, der das benachbarte Schloss Castell in Tägerwilen umgestaltet hatte, das Schloss umzubauen. Heute beherbergt die Brunnegg ein Hotel ohne Restaurantbetrieb.

#### Schloss Girsberg

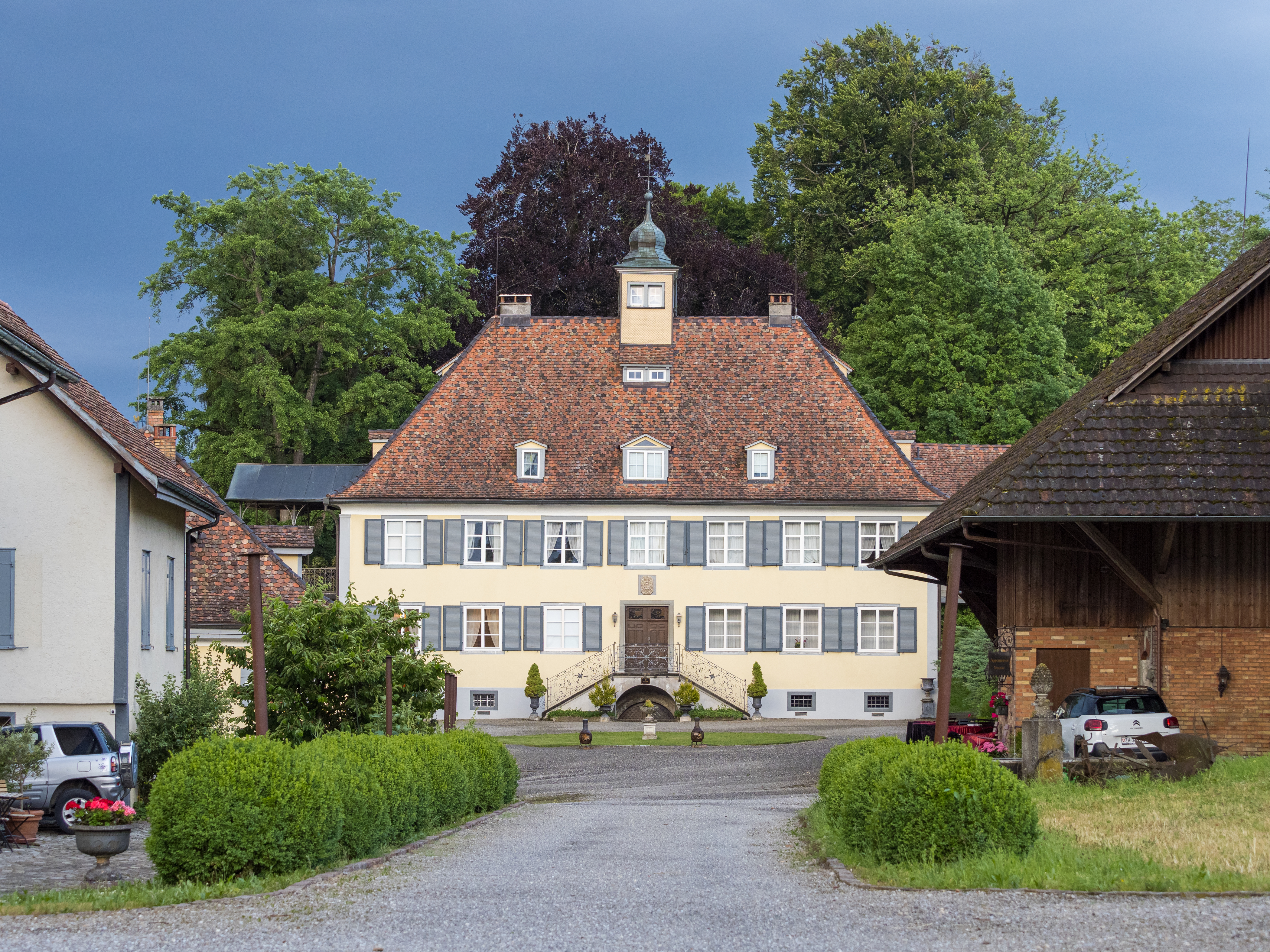
Schloss Girsberg

Schloss Girsberg wurde in seiner heutigen Form 1790 durch das Kloster Zwiefalten als Statthalterei erbaut. Im Zuge der Säkularisation fiel das Schloss 1803 an das Haus Württemberg als Entschädigung für den Verlust der Grafschaft Montbéliard. Friedrich II., später erster König von Württemberg, liess das Schloss 1803 versteigern. Für 26'000 Gulden kaufte es der Genfer Fabrikant und Bankier Jacques Louis Macaire de L’or, der sich in Konstanz niedergelassen hatte, und verpachtete es im folgenden Jahr an Salomon Högger in Bischofszell. Später erbte Sohn David Macaire das Schloss. Eine seiner Töchter, Amélie (1816–1852), heiratete den Grafen Friedrich von Zeppelin (1807–1886), Sohn des württembergischen Ministers Ferdinand Graf von Zeppelin (1771–1829). Das Paar erhielt den Girsberg als Weihnachtsgeschenk (1840) und nahm zusammen mit seinen Kindern Eugenia, Eberhard und dem erstgeborenen Sohn Ferdinand Graf von Zeppelin (1838–1917) Wohnsitz auf dem Emmishofer Schloss. Ferdinand, der berühmte Luftschifffahrer, war ab 1870 alleiniger Besitzer von Girsberg; und er verbrachte viel Zeit auf seinem Gut, hauptsächlich in den Sommermonaten. Nach seinem Tod erbte seine Tochter Hella den Girsberg, den sie 1960 ihrer Tochter Alexa überschrieb. 1983 ging der Girsberg in den Besitz von Kurt Schmid-Andrist über.

#### Römerburg

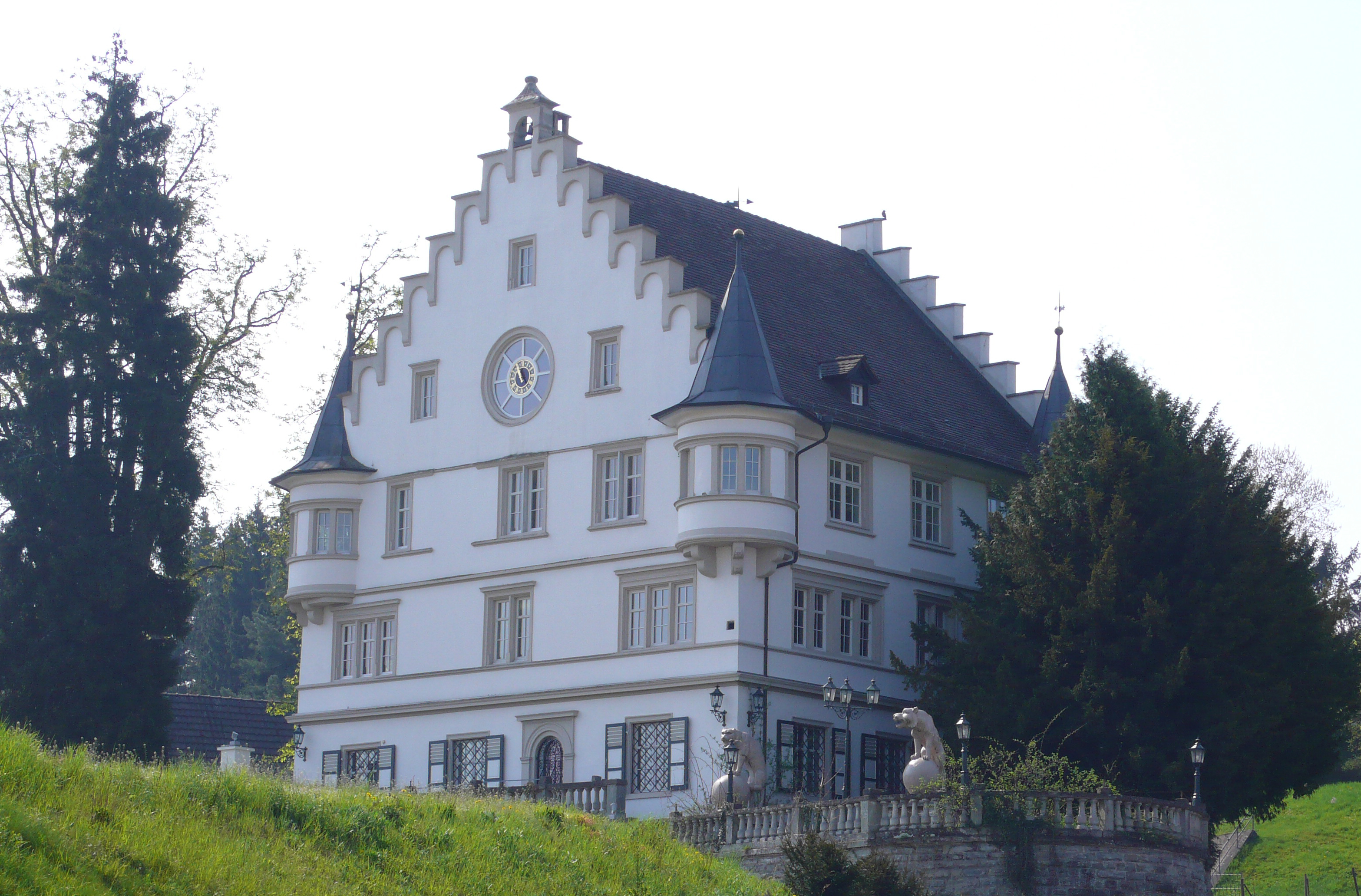
Römerburg

Die Römerburg war früher unter dem Namen Rempsberg bekannt. Früheste Zeugnisse des Hauses stammen aus dem späten 16. Jahrhundert, als Hans Kaspar Morell das Schloss besass. Anfang des 19. Jahrhunderts gab ihm der damalige Besitzer Hieronymus Girtanner den Namen Bellevue, bevor es ab ca. 1880 Römerburg genannt wurde.

#### Wasserschloss Gaissberg
Das Wasserschloss Gaissberg stand oberhalb der Römerburg. 1328 erstmals schriftlich erwähnt, war es das älteste Gebäude in Kreuzlingen. Es befand sich von 1918 bis 1920 im Besitz des aus Luxemburg stammenden Schriftstellers Norbert Jacques (1880–1954). 1964 liess die letzte Besitzerin des Wasserschlosses Gaissberg, Freifrau von Pagenhardt (geborene Salis) dieses abbrechen, als sie in ein modernes Einfamilienhaus umzog. An der Stelle des Schlosses wurde 1969 ein dreiflügeliges Hochhaus errichtet.

#### Schloss Seeburg

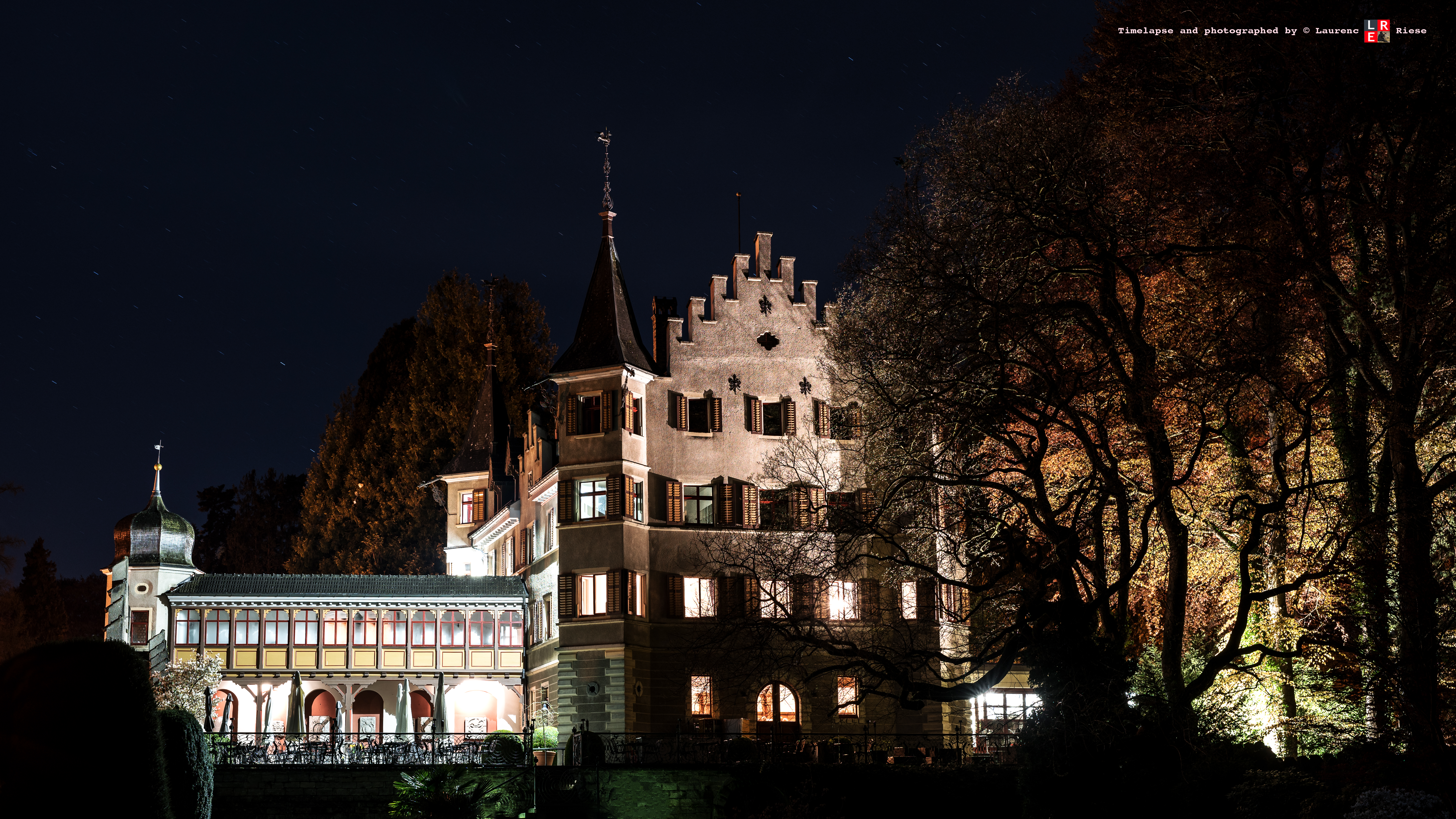
Schloss Seeburg in Kreuzlingen bei Nacht

1598 baute der Konstanzer Jakob Atzenholz Schloss Seeburg, das später den Äbten des Kreuzlinger Augustiner-Chorherrenstiftes als Sommerresidenz diente. Es brannte 1633 vollständig aus und wurde 1664 wiederhergestellt. Seit 1833 beherbergte es das Thurgauer Lehrerseminar, gehörte ab Mitte der 1850er-Jahre Gottfried Ferdinand Amman, der es 1870 im Stil des Historismus zum Schloss im heutigen Aussehen umbaute. Seit 1958 ist es im Besitz der Stadt Kreuzlingen und wurde 1982–1984 umfassend renoviert. Bis zur Seeaufschüttung in den sechziger Jahren stand die Seeburg direkt am Ufer des Bodensees.

#### Schloss Bernegg

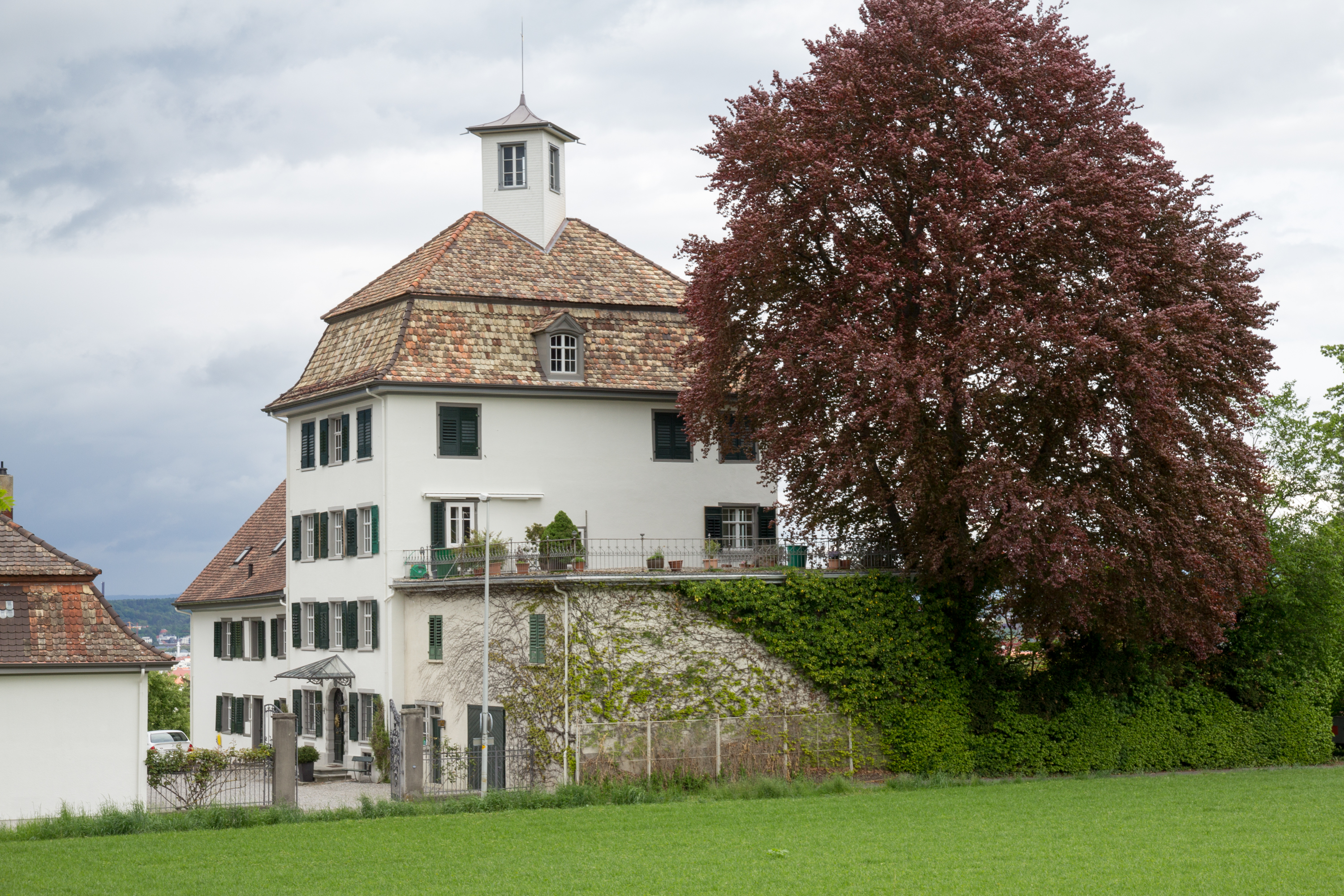
Schloss Bernegg

Das Schloss Bernegg in Emmishofen wird in einer Konstanzer Urkunde bereits 1292 erwähnt. Als ältester Besitzer dieses Bauernhofes ist das Geschlecht der Gottschalk nachgewiesen. Daher hiess es auch der Gottschalkhof. 1543 erscheint Jakob Ammann als Eigentümer. 1623 hiess das Gut wieder Bernegg und war im Besitz von Hans Jakob von Bernau von Chur. Unter ihm wurde das Gut Freisitz und ging ins Eigentum der Freiherren von Rassler über. Seit 1702 ist das Schloss im Besitz der Familie von Merhart.

#### Schlösschen Irsee

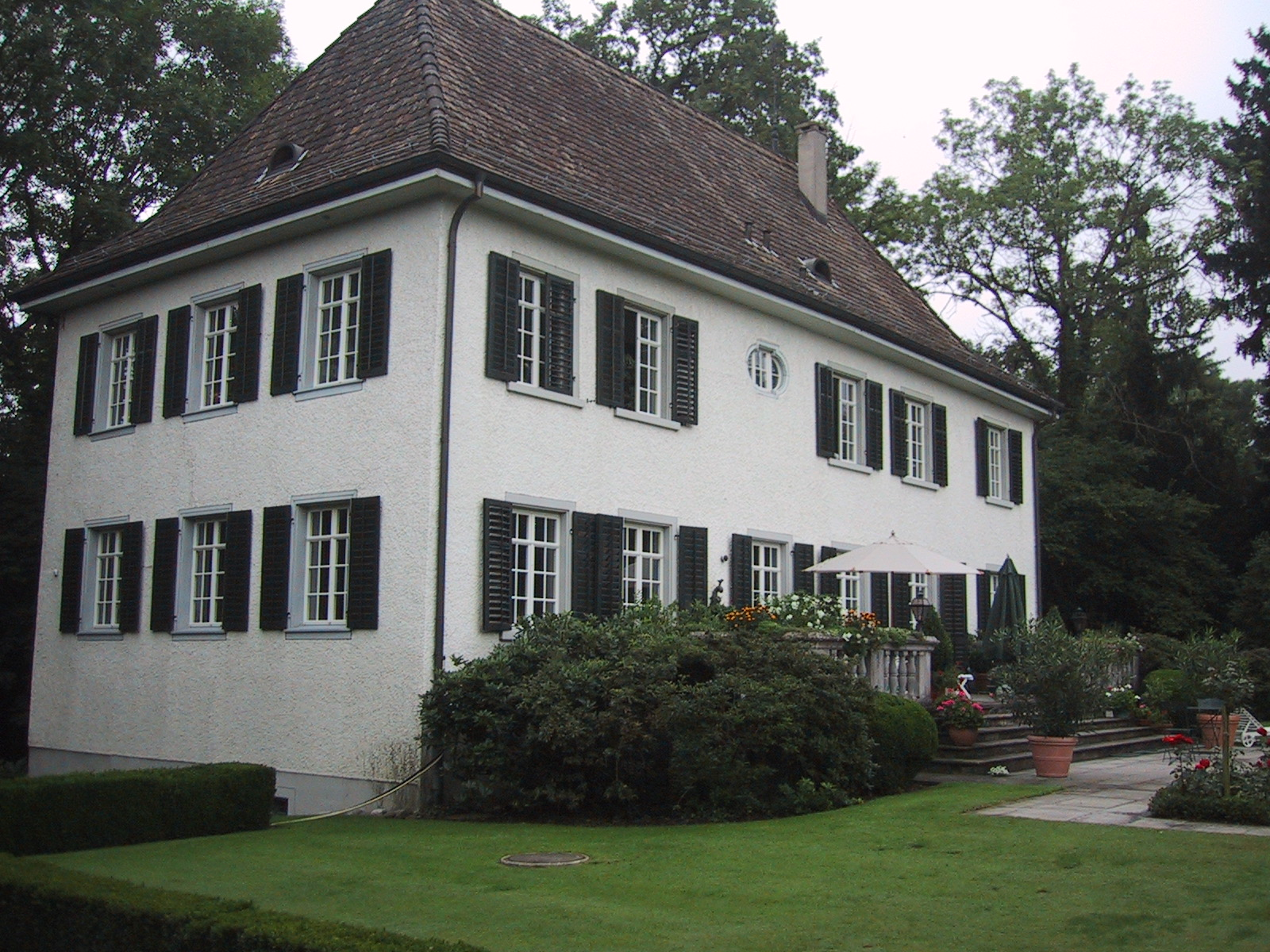
Irsee

Das Schlösschen Irsee wurde 1683 von der Reichsabtei Irsee bei Kaufbeuren am Jakobsweg errichtet. Es diente als Sommerresidenz und als Gästehaus. 1842 erwarb es der deutsche Journalist und Verleger Johann Georg August Wirth (1798–1848). Er plante, darin seine vorher in der Römerburg gegründete Druckerei fortzuführen. Wegen finanzieller Probleme musste er 1844 das Gut versteigern lassen. Es wurde in den Jahren 1943 und 1944 stark umgebaut und 1981 restauriert.

#### Felsenburg
Der Bau aus der Mitte des 18. Jahrhunderts steht an der Gaissbergstrasse, seit einer Renovation im Jahr 1847 Felsenburg genannt. Er ist nicht zu verwechseln mit dem Felsenschlössli an der Wasenstrasse.

#### Felsenschlössli
Das Felsenschlössli an der Wasenstrasse (nicht zu verwechseln mit der Felsenburg an der Gaissbergstrasse) wurde noch vor dem Bau des Klosters (1650) errichtet und kam später in das Eigentum des Stiftes, das darin 1811 eine Schule einrichtete.

#### Schloss Rosenegg

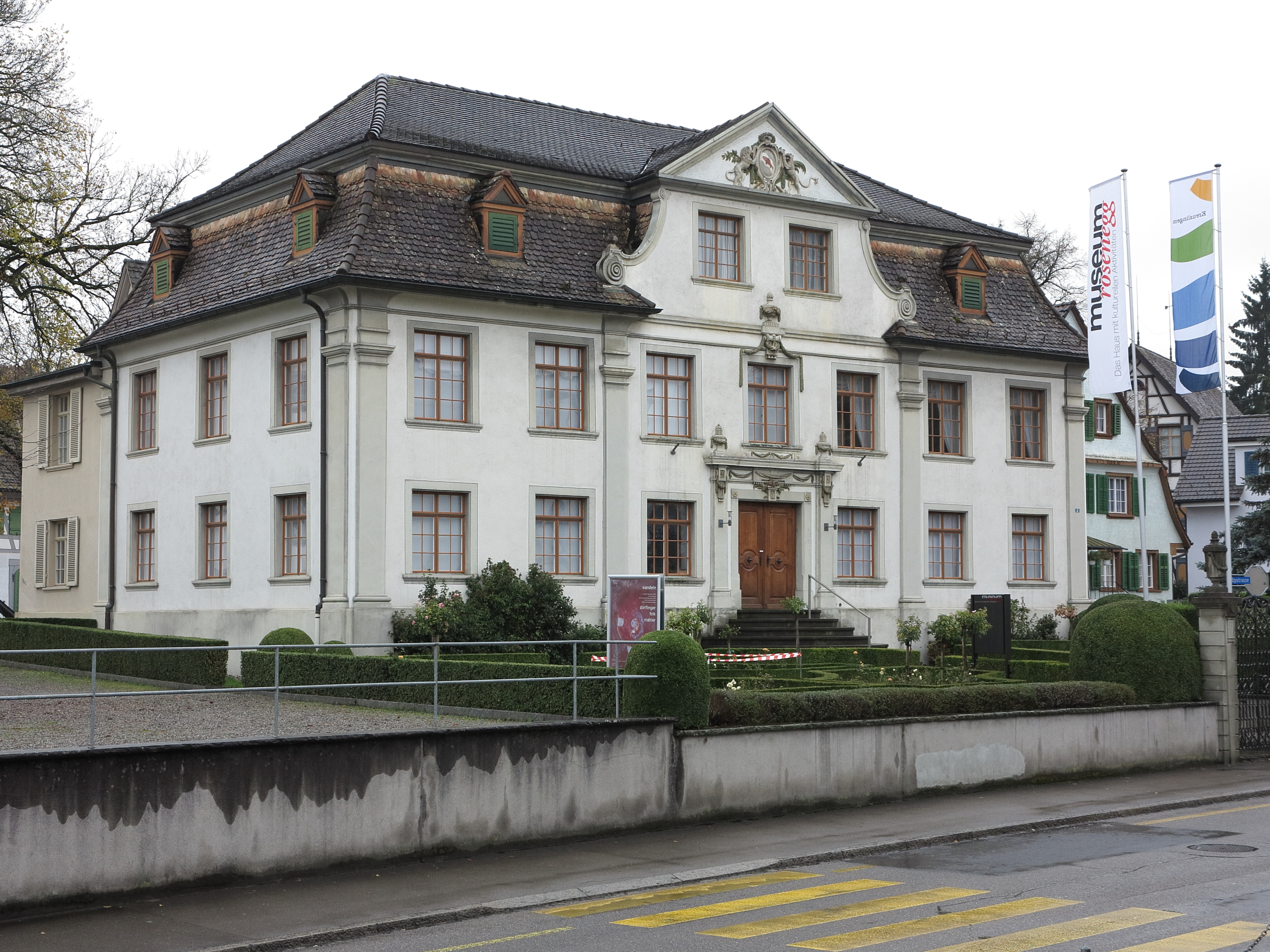
Museum Rosenegg

Die Rosenegg ist ein dreiteiliger Gebäudekomplex und steht im Zentrum der früheren Gemeinde Egelshofen an der Bärenstrasse 6. Der älteste, südliche Teil stammt aus dem Jahr 1685. Daran schliesst ein 1750 errichtetes Zwischengebäude an, dem im Norden 1784 ein Palais hinzugefügt wurde. Letzteres wurde von dem Weinhändler und Egelshofer Bürgermeister, Johann Jakob Bächler (1752–1802), im Stil des Klassizismus erbaut. Die Malerin Helen Dahm wurde 1878 in der Rosenegg geboren. 1895 kaufte die Schulgemeinde Egelshofen das Anwesen, um es als Primarschule zu nutzen. Ausser der Schule war die Rosenegg ab 1937 auch Sitz des Ortsmuseums.
2006 wurde die Rosenegg von der «Stiftung Museum Rosenegg» übernommen und 2006–2007 zu einem neuen Stadtmuseum umgebaut: Es erfolgten die Renovation der ursprünglichen Stuckaturdecke von Lorenz Schmid aus Augsburg, die damals bekannten vier Erdteile darstellend; eine Neugestaltung des Treppenhauses und der Innenräume. Das Museum, das nun das ganze Gebäude umfasst, beherbergt kulturgeschichtliche Ausstellungen der Region Kreuzlingen und zeigt wechselnde Sonderausstellungen.

### Museen

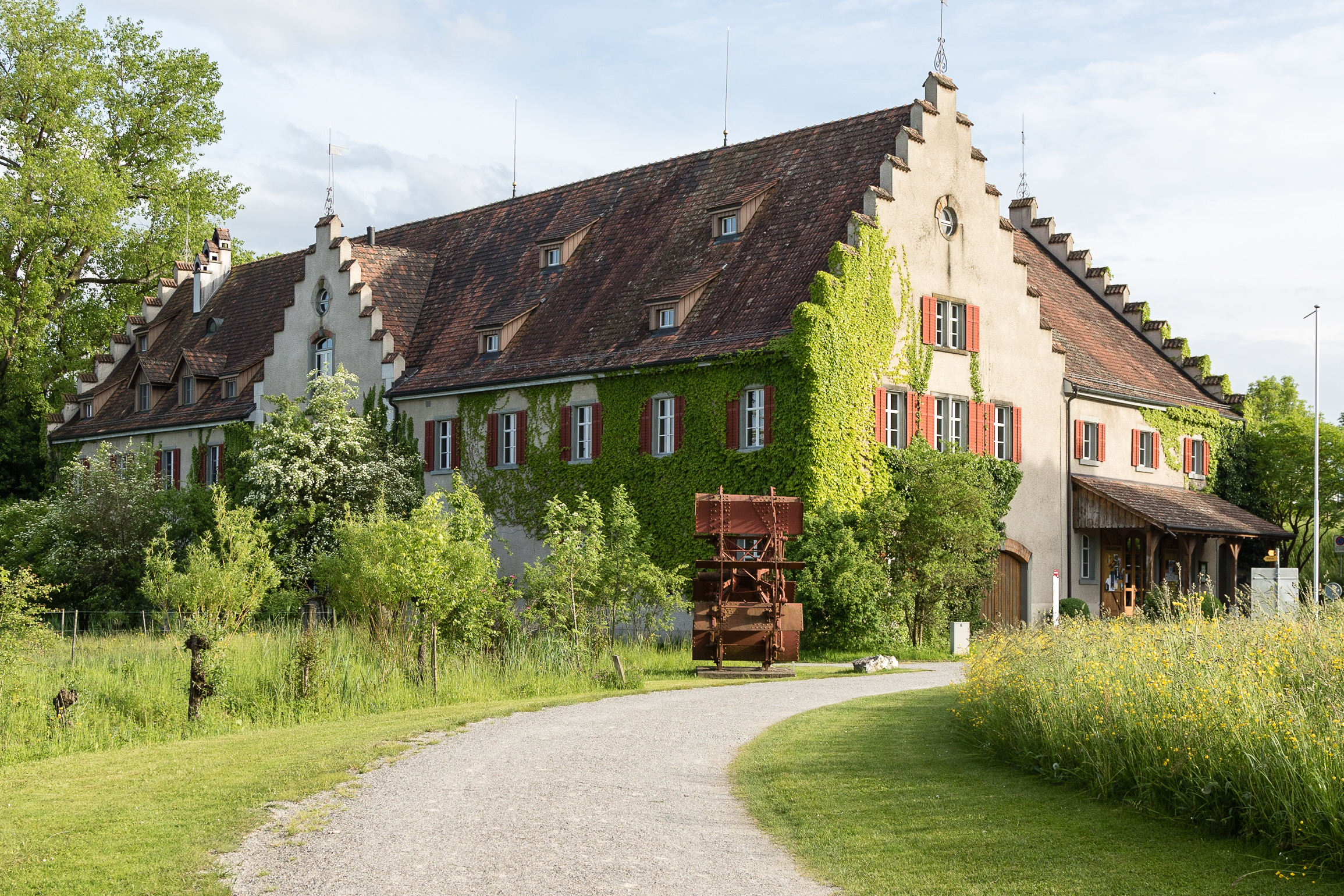
Seemuseum, ehemaliges Kornhaus

In der ehemaligen Kornschütte des Augustiner-Chorherrenstiftes Kreuzlingen, nahe der Seeburg, ist das Seemuseum untergebracht. Es hat den Bodensee, seine Schifffahrt und Fischerei sowie die engere Region zum Thema.
Daneben existieren das Museum Rosenegg (Stadtgeschichte) und ein Puppenmuseum sowie vier Kunstgalerien.
In der römisch-katholischen Pfarrkirche St. Ulrich und St. Afra befindet sich ein kleines Museum mit Objekten aus dem ehemaligen Kloster Kreuzlingen. Das Katholische Pfarramt St. Ulrich gewährt Einlass nach Vereinbarung.

### Stolpersteine
Stolpersteine wurden in Kreuzlingen für den Schweizer Bürger Ernst Bärtschi in der Schäflerstrasse 11 und für Andreas Fleig in der Schäflerstrasse 7 verlegt in Würdigung ihres Engagements für Verfolgte während der Zeit des Nationalsozialismus in Deutschland.

## Kultur und Bildung

### Veranstaltungen
Jeden Sommer findet im Dreispitz Sport- und Kulturzentrum als Internationales Tanzfestival das Salsafestival Bodensee mit Salsa, Kizomba, Bachata, Hip-Hop, Tango und Tanzworkshops statt.
Unregelmässig finden Theateraufführungen im «Theater an der Grenze», bei der Seeburg und auf dem Girsberg statt.
Jeweils am zweiten August-Wochenende findet alljährlich gemeinsam mit der deutschen Stadt Konstanz ein Seenachtfest (in Kreuzlingen Fantastical genannt) mit Feuerwerk statt, das 50'000 Besucher aus der Region (und weit darüber hinaus) anzieht.

### Bildungseinrichtungen
Kreuzlingen ist der Sitz der Pädagogischen Hochschule Thurgau (PHTG), die eine enge Zusammenarbeit mit der Universität Konstanz pflegt.
Die Rudolf Steiner Schule Kreuzlingen Konstanz ist eine grenzüberschreitende Bildungseinrichtung.
Kreuzlingen verfügt über zwei Mittelschulen, die Pädagogische Maturitätsschule Kreuzlingen (PMS) und die Kantonsschule Kreuzlingen.
Im Jahr 2002 ist mit dem Planetarium Kreuzlingen das zweite Planetarium der Schweiz in Betrieb gegangen. Es ist direkt neben der 1976 eröffneten Sternwarte über der Stadt errichtet worden. Am Planetarium enden zwei, jeweils sechs Kilometer lange Planetenwege. Der Planetenweg Süd kommt vom Bahnhof Siegershausen, der Planetenweg Nord von der Bodensee-Therme Konstanz.

### Sport
Der 1905 gegründete FC Kreuzlingen spielt seit 2013 in der fünfthöchsten Spielklasse im Fussball, der 2. Liga interregional. Das von ihm von 1931 bis 1959 genutzte Stadion an der Konstanzerstrasse («Grenzland-Stadion») wurde 2017 von der Deutschen Akademie für Fußball-Kultur mit dem Fanpreis (Thema: Fu-Erinnerung des Jahres) ausgezeichnet.
Seit 2019 spielt die AS Calcio Kreuzlingen ebenfalls in der 2. Liga interregional, beide Kreuzlinger Vereine agieren in derselben Gruppe. Die AS Calcio trägt ihre Heimspiele in der Sportanlage Döbeli aus.
Der örtliche Schwimmclub Kreuzlingen (gegründet 1926) bietet Schwimmen, Schwimmschule und Wasserball an. Seit 1956 kann man Eishockey beim EHC Kreuzlingen-Konstanz spielen. Der EHC spielt in der Bodensee-Arena, die Austragungsort für den MLP Nations Cup 2011 war.
In Kreuzlingen wird seit 2005 bei passendem Wetter der Monday Night Skate (Inlineskaten) und jährlich seit 2013 mit dem ITF Kreuzlingen ein internationales Tennisturnier für Damen ausgetragen.
2006 wurde nordöstlich des Bärenplatzes das Dreispitz Sport- und Kulturzentrum eröffnet.

## Städtepartnerschaften
- Cisternino, Italien
- Wolfach, Deutschland

## Persönlichkeiten

### Persönlichkeiten, die in Kreuzlingen geboren sind
- August Gremli (1833–1899), Mediziner, Naturforscher (Exkursionsflora der Schweiz, 1867)
- Walter Bissegger (1853–1915), Journalist, Kantonsrat (1893–1915), Nationalrat (1905–1915), Präsident der FDP (1907–1911)
- Emil Brunnenmeister (1854–1896), Jurist, Professor in Zürich, Halle, Wien
- Enrique C. Rébsamen (1857–1904), Pädagoge, ausgewandert und gestorben in Mexiko
- Edgar Steiger (1858–1919), Schriftsteller und Journalist
- Erich Graf von Zeppelin (1873–1927), geboren in Ebersberg, Konteradmiral der Reichsmarine
- Walter Enholtz (1875–1961), Maler
- Helen Dahm (1878–1968), Malerin
- Ludwig Binswanger (1881–1966), Psychiater
- Erich Fischer (1887–1977), Musikwissenschaftler und Komponist
- Max Werner Lenz (1887–1973), eigentlich Max Russenberger, Schauspieler, Regisseur, Kabarettist
- Fritz Blanke (1900–1967), Kirchenhistoriker, Professor Universität Zürich
- Jakob Brüllmann (1904–1993), Unternehmer, Kantonsrat (FDP) des Kantons Thurgau 1962–1972
- Eugen Mattes (1904–1980), Schriftsteller
- Theodor Scharmann (1907–1986), Psychologe
- Emil Staiger (1908–1987), Germanist
- Libero De Luca (1913–1997), Tenor, Opernsänger[24]
- Wolfgang Binswanger (1914–1993), Psychiater und Psychoanalytiker
- Peter Binswanger (1916–1997), Jurist, Versicherungsfachmann, Vater der AHV
- Luigi Agustoni (1917–2004), römisch-katholischer Theologe und Kirchenmusiker
- Siegfried Hildenbrand (1917–1996), Organist und Komponist
- Erich Böckli (* 1919), Jurist, Thurgauer Regierungsrat 1965–1986
- Armin Schibler (1920–1986), Komponist und Musikpädagoge
- Heinz Moll (1928–2008), Jurist und Politiker
- Bruno Lang (* 1936), Künstler
- Peter Schmid (* 1940), Politiker (Grüne) und Heilpädagoge
- Peter Niederer (* 1941), Physiker und Hochschullehrer
- Thomas Onken (1941–2000), Kunsthistoriker und Politiker (SP)
- Ueli Sauter (* 1941), Bestattungsunternehmer
- Willi Wottreng (* 1948), Journalist und Buchautor
- Jossi Wieler (* 1951), Theater- und Opernregisseur
- René Schuhmacher (* 1953), Verleger, Jurist und politischer Aktivist
- Hermann Merz (* 1954),  Kriminalbeamter und Krimiautor
- Christian Lohr (* 1962), Politiker
- Martin Sallmann (* 1963), evangelischer Theologe und Hochschullehrer
- Christine Binswanger (* 1964), Architektin
- Veronika Grob (* 1971), Förderberaterin im Medienbereich

### Persönlichkeiten, die in Kreuzlingen gewirkt haben
- Peter Babenberg (1461–1545), Abt des regulierten Chorherrenstifts Kreuzlingen 1497–1545
- Jakob Denkinger (1589–1660), Abt des Chorherrenstifts Kreuzlingen 1625–1660
- Augustin Gimmi (1631–1696), Abt (genannt Augustin I.) des regulierten Chorherrenstifts Kreuzlingen 1660–1696
- Johann Baptist Dannegger (1682–1760), Abt des Chorherrenstifts Kreuzlingen
- Prosper Donderer (1715–1779), Abt des Chorherrenstifts Kreuzlingen
- Jacques Louis Macaire de L’or (1740–1824), lebte seit 1803 auf Schloss Girsberg in Emmishofen
- Ludwig Binswanger der Ältere (1820–1880), Psychiater, gründete das «Sanatorium Bellevue»
- Gottlieb Adelbert Delbrück (1822–1890), deutscher Unternehmer und Bankier. Gründer der Deutschen Bank
- Ferdinand Graf von Zeppelin (1838–1917), Luftschiffkonstrukteur, hatte seinen Lebensmittelpunkt in Emmishofen
- Joseph Belli (1849–1927), Schumacher, Sozialist, Mitglied der «Roten Feldpost»
- Robert Binswanger (1850–1910), Psychiater
- Otto Binswanger (1852–1929), Pathologe, Histologe, Professor an der Universität Jena
- Hermann Weideli (1877–1964), Architekt, betrieb in Kreuzlingen das Architekturbüro «Weideli & Kressibuch», später «Weideli & Eberli»
- Hedwig Thyssen (1878–1960), Tochter des Konzerngründers August Thyssen
- Norbert Jacques (1880–1954), in Luxemburg geborener Schriftsteller, lebte 1918–1920 auf dem «Wasserschloss Gaissberg», bekannt durch die von ihm um 1919 geschaffene Figur des Dr. Mabuse
- Friedrich Flick (1883–1972), Unternehmer
- Robert Victor Neher (1886–1918), Industrieller, gründete 1910 in Emmishofen ein Aluminiumwalzwerk, heute Amcor Flexibles Kreuzlingen AG
- Gero von Merhart (1886–1959), Prähistoriker, Professor an der Universität Marburg und Senioratsherr auf Schloss Bernegg
- Friedel Grieder (1890–1980), Künstlerin, lebte und arbeitete seit 1935 auf Schloss Bernegg, ihr Werk ist Bestandteil einer Dauerausstellung im Museum Rosenegg
- Karl Dammer (1894–1977), Dirigent, Generalmusikdirektor in Berlin und Köln
- Otto Raggenbass (1905–1965), Bezirksstatthalter von Kreuzlingen
- Alfred Abegg (1914–1998), Thurgauer Kantonsrat (1951–1972), Nationalrat (1963–1971), Regierungsrat (1972–1980)
- Robert Holzach (1922–2009), Verwaltungsratspräsident der Schweizerischen Bankgesellschaft SBG (1980–1988)
- Guido Bagutti (* 19. Oktober 1923; † 10. Februar 1981 in Bellinzona), Dozent, Kunstmaler und Bildhauer[25]
- Günter Netzer (* 1944), Fussballspieler, Unternehmer
- Urs Kliby (* 1950), Unterhaltungskünstler
- Bernhard Schaub (* 1954), Holocaustleugner
- Andreas Klöden (* 1975), Radprofi, Zweiter der Tour de France 2004 und 2006
- Tony Martin (* 1985), Radprofi, Weltmeister Einzelzeitfahren 2011